# Catedral de Barcelona
A Catedral de Barcelona é a catedral católica de Barcelona, capital do Principado da Catalunha situado em Espanha. A catedral, em estilo gótico, foi construída nos séculos XIII a XV sobre a antiga catedral românica. Esta, por sua vez, foi edificada sobre uma igreja catedral da época visigoda. A esta, precedeu uma igreja paleo-cristã, cujos restos podem ser vistos no subsolo, no Museu de História da Cidade. A fachada de estilo neogótico é, no entanto, muito mais moderna (século XIX).
Foi sucessivamente dedicada à Santa Cruz (a cruz em que Jesus foi executado) e a Santa Eulália, patrona da cidade de Barcelona, uma jovem donzela que, de acordo com a tradição católica, foi uma mártir durante a época romana. A dedicação a Santa Eulália data de 877, quando o bispo Frodoí localizou os restos da santa e os levou solenemente para a catedral. Uma das histórias relativas à santa conta que ela foi exposta nua no fórum da cidade e que, milagrosamente, pois já era primavera, caiu uma nevasca que cobriu sua nudez. As enfurecidas autoridades romanas meteram-na, então, num barril com vidros quebrados e cravos e lançaram o barril encosta abaixo (de acordo com a tradição, isto ocorreu Rua da Baixada de Santa Eulália, também conhecida como Costa de Santa Eulália).

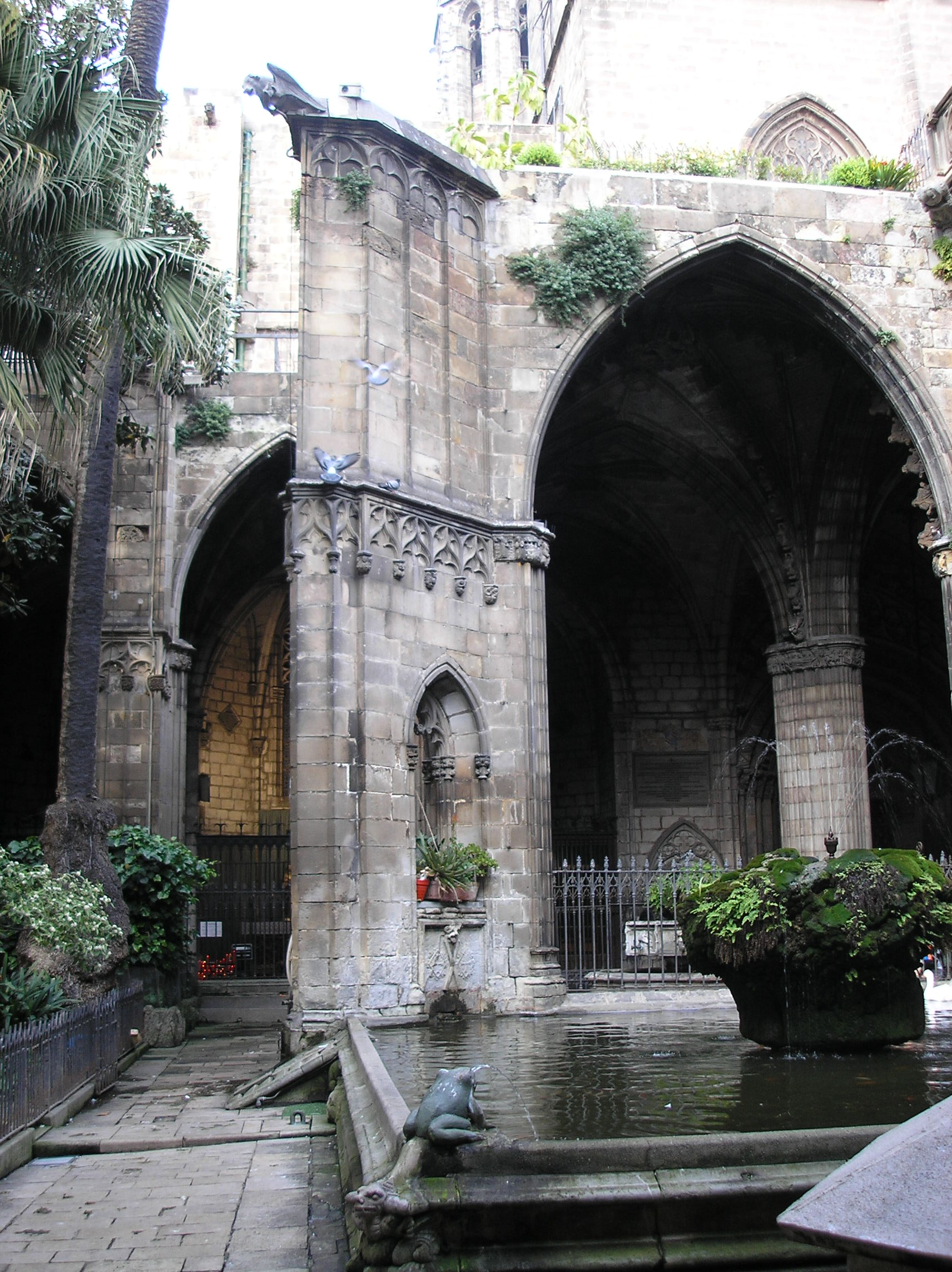
Jardim do claustro

## História

### A igreja paleocristã
A igreja paleo-cristã está documentada desde o século VI, porém, supõe-se que seja mais antiga, já que a existência dos bispos de Barcelona é conhecida desde meados do século IV. De facto, o documento mais antigo que os comprova são as actas do Concílio de Sárdica (actualmente Sófia, capital da Bulgária), nas quais se atesta a existência de um bispo de Barcelona em meados do século IV. Além disso, o cronista João de Bíclara escreveu as actas do 2.º Concílio de Tarragona, realizado no ano de 599 (data A. D.), nas quais consta que a primitiva catedral paleo-cristã estava dedicada à Santa Cruz.  Entrando pelos subterrâneos do Museu de História da Cidade, podem visitar-se os restos de uma suposta basílica paleo-cristã e de um  baptistério octogonal (situado debaixo da fachada posterior do coro central da catedral actual) O baptistério foi escavado pelo arqueólogo Frederic-Pau Verrier em 1965. Os restos encontrados da suposta basílica paleo-cristã, situados debaixo do espaço que se situa entre actual fachada do século XIX e a fachada posterior do coro central gótico, consistindo basicamente num pavimento e nos alicerces de antigas colunas fizeram pensar que aí tinha existido uma basílica paleo-cristã com três naves (a planta típica das basílicas romanas) dispostas transversalmente à actual, estando a cabeceira ao nordeste (tanto a cabeceira românica românica original como a presente cabeceira gótica estão claramente viradas a sudeste) e a fachada  ao sudoeste, debaixo das capelas do lado do Evangelho da catedral actual. Actualmente sabe-se que esta suposta basílica paleo-cristã era, na realidade, uma sala de recepção do palácio episcopal, enquanto a verdadeira igreja paleo-cristã devia estar por debaixo da catedral românica, isto é, debaixo do actual cadeiral do coro central, do presbitério e da ábside e, se dela se não se encontrou restos, é porque esta zona não foi escavada. A igreja paleo-cristã foi remodelada completamente antes do século IX, dando lugar à igreja visigótica, e esta, por sua vez, foi destruída em 986 pela razia de Almançor.

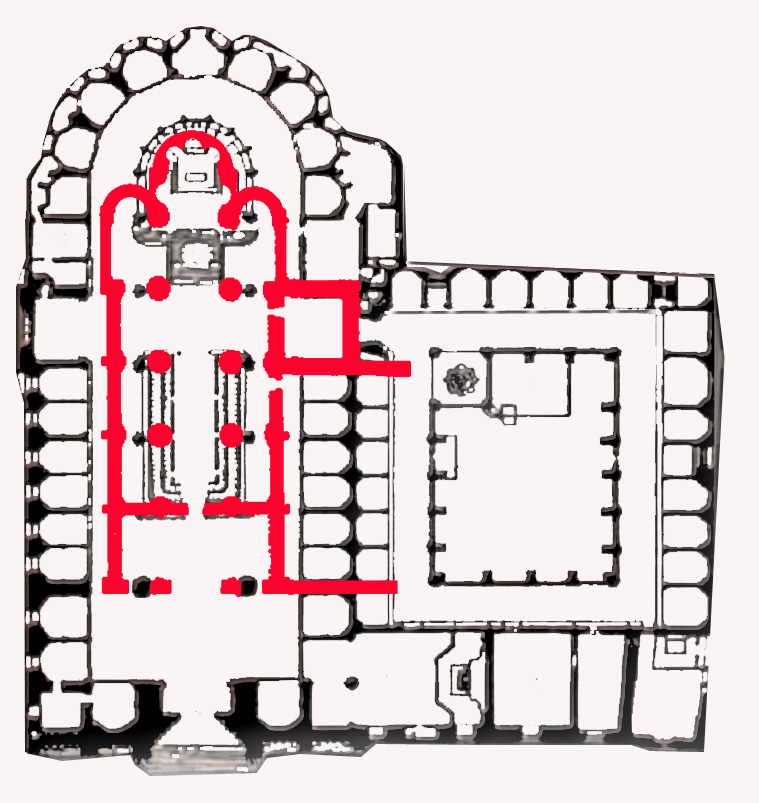
Situação da catedral románica (em vermelho) com respeito à catedral gótica actual (em negro).

### A igreja românica
A catedral românica, consagrada em 1058 pelo arcebispo de Narbona, foi construída por impulso do bispo Guislaberto e tinha a mesma orientação da catedral actual. Bem menor que a atual, de três naves com três ábsides e sem cruzeiro, tinha o campanário próximo de onde hoje está o claustro. Sua orientação coincide com a actual, com o presbitério e a cripta no mesmo lugar. Tinha um átrio, que ocupava a entrada do actual coro central e as naves só começavam onde começam agora os cadeirais do coro central. Foram localizados parte dos alicerces da porta principal, que também podem ser vistos entrando pelo Museu de História da Cidade, e localizaram-se algumas pedras aproveitadas na construção dos alicerces da catedral gótica. Parte da porta da porta lateral que atualmente dá acesso ao claustro pode ter sido aproveitada a parir da antiga porta românica.

### A catedral gótica
As obras de construção da catedral gótica iniciaram-se em maio de 1298, reinando Jaime II, o Justo, e sob o pontificado episcopal de Bernat Peregrino (1288-1300), começando pela cabeceira, desmontando-se, ao mesmo tempo, a antiga catedral românica e aproveitando-se alguns elementos  da mesma na nova catedral gótica, sobretudo elementos escultóricos, como possivelmente as impostas da porta de Santo Ivo, que é a mais antiga da catedral.
As obras não se apresentaram como a construção de uma nova catedral, mas antes como uma reforma e ampliação da catedral românica (…extensione et ampliatione nostre catedralis ecclesie…), sendo que foram feitas por fases, sem derrubar nunca completamente o templo e o permitindo seu uso para o culto divino durante toda a duração da obra (inclusive algumas partes da catedral românica serviram de apoio para construir a gótica). Assim, a catedral gótica conserva o mesmo eixo que a românica (Noroeste/Sudeste) e o deambulatório está construído em torno da antiga ábside central românica (Sudeste).
Na primeira etapa construiu-se a ábside, as capelas radiais e a cripta do presbitério, que foi terminada em 1338, sendo o mestre de obras Jaume Fabre, o primeiro arquitecto de que se tem notícias, durante o pontificado do bispo Ponç de Gualba (1303-1334). Em 23 de junho de 1317, assinou-se o contrato de empreitada para a segunda etapa.

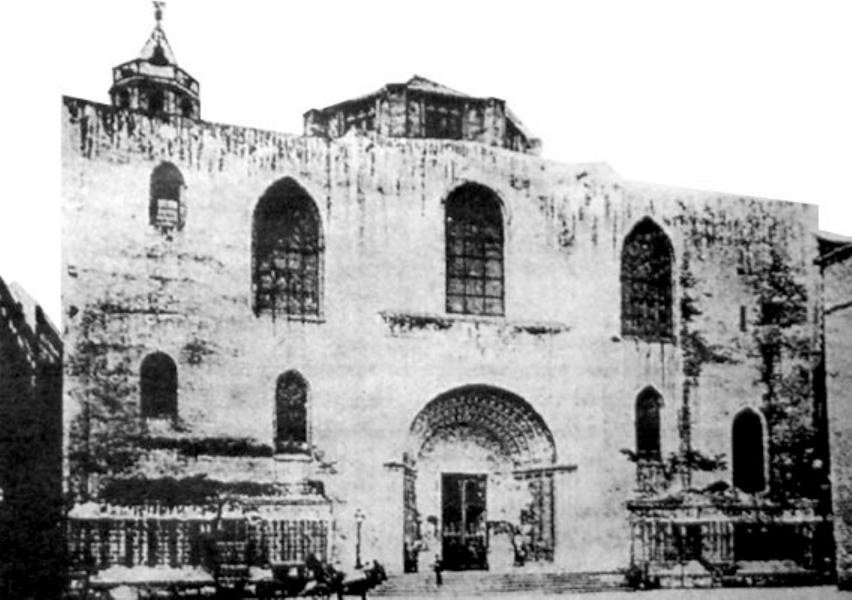
A fachada no ano 1880

A segunda etapa consistiu no prolongamento das três naves com as capelas adjacentes do lado da epístola e do lado do evangelho, o zimbório coberto com tecto em caixão de madeira, as capelas na fachada principal do templo e, finalmente, o muro com que se fechou a mesma em 1420, à espera de poder realizar a fachada definitiva, que já tinha sido traçada por Carles Galtés de Ruan (denominado Carlí) em 27 de abril de 1408.
Pode-se dizer que as obras da segunda etapa da construção gótica duraram uns 150 anos e entre os mestres de obra que participaram nesta etapa contam-se Bertran Riquer (1344), Bernat Rocha (1358), Arnau Bargués (1397), Jaume Solà (1401), Bartomeu Vau (1413) e Andreu Escudero (1442).

### A fachada neogótica
Por ocasião da Exposição Universal de 1888, após quase quatrocentos anos sem fazer grandes obras na catedral, graças ao promotor Manuel Girona e Agrafel e aos seus irmãos, retomaram-se as obras e lançou-se o concurso público para a edificação da fachada no ano 1882, estabelecendo como critério estilístico a seguir o gótico. Foi o projeto adjudicado a Josep Oriol Mestres, arquitecto titular da catedral desde o ano 1855. Inspirou-se no traçado realizado no ano 1408 por Carles Galtés de Ruan.

## Edifício

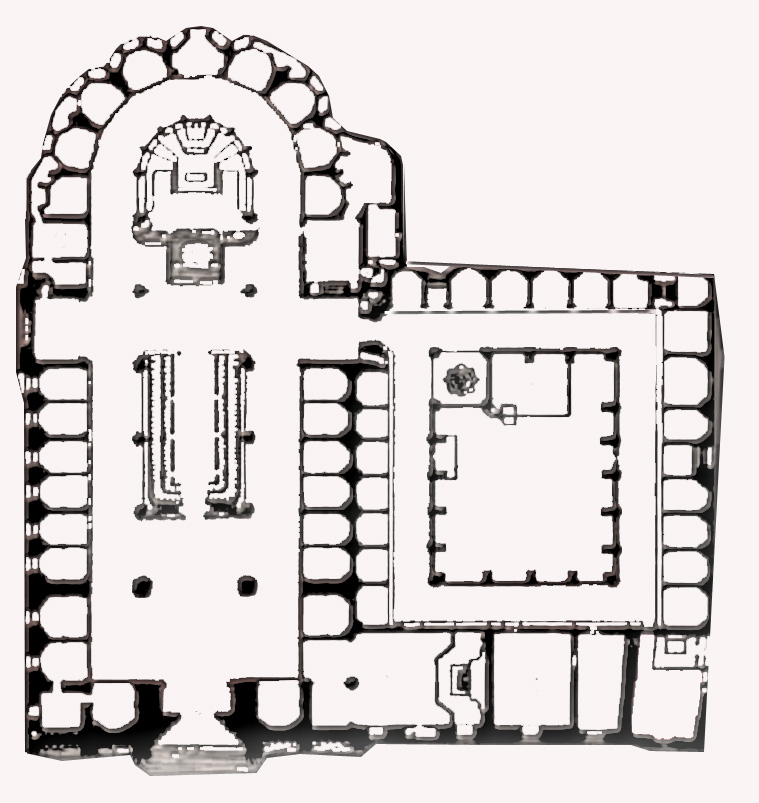
Planta da Catedral de Barcelona

O edifício é formado pelo templo e pelo claustro, perfeitamente unidos pelo mesmo estilo gótico. As medidas da catedral são de 90 metros de comprimento por 40 metros de largura e o jardim quadrado do claustro tem 25 metros por cada lado mais 6 de largura por cada galeria das quatro que o rodeiam.

### Estrutura do templo
A catedral é formada por três naves da mesma altura, desde o falso cruzeiro, as naves laterais passam a ser curvas e unem-se em charola, passando por trás do presbitério e formando um arco semicircular (deambulatório), onde se alojam novas capelas; acima destas capelas há grandes vitrais e um falso trifólio cujas chaves de abóbada  podem ser admiradas a uma distância de uns três metros. A nave central tem o dobro de largura das laterais e além das capelas do deambulatório, as naves laterais dão acesso a 17 capelas, às quais se tem que acrescentar as 20 capelas do claustro e a capela de Santa Luzia com entrada a partir do exterior. A distribuição em três naves é corrente nas grandes igrejas góticas, mas enquanto, nas catedrais francesas e nas que seguem o mesmo exemplo gótico, a presença de três naves serve para dar luz à igreja, fazendo a nave central mais alta que as laterais e abrindo grandes janelas nas paredes da nave central (ver por exemplo a Catedral de Reims) na Catedral de Barcelona a ênfase está na unidade do espaço, levantando-se as três naves quase à mesma altura tal como se fez em outras igrejas do gótico catalão: por exemplo, na de Santa Maria do Mar adopta-se aproximadamente a mesma solução, e nas igrejas mais pequenas como Santa Maria do Pinho ou na do Mosteiro de Pedralbes eleva-se a unidade do espaço até ao extremo fazendo a igreja de uma só nave.

### Contrafortes interiores

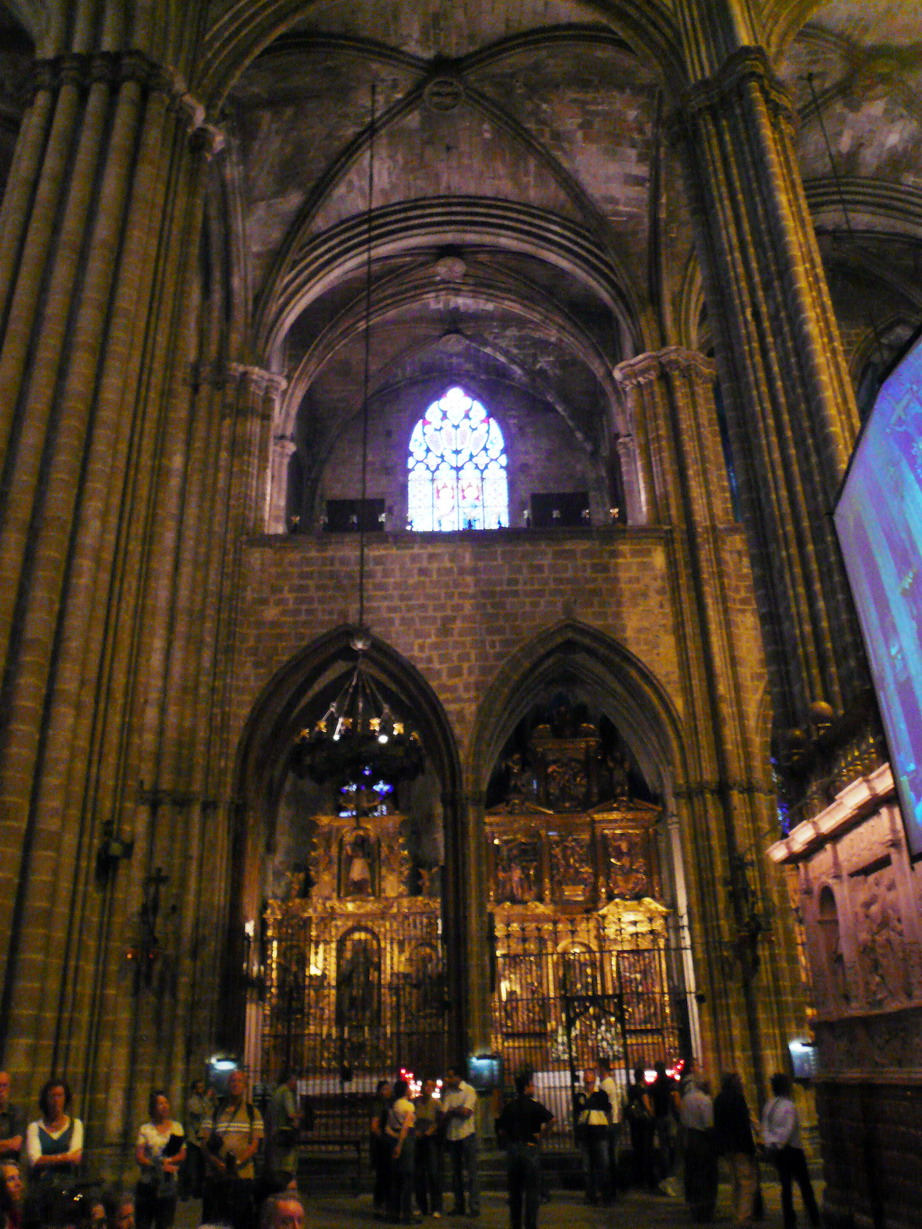
As capelas de São Bernardo (esquerda) e da Virgem do Rosário (direita)

As paredes das fachadas laterais exteriores não são contíguas às naves laterais, mas situam-se mais afora, deixando os contrafortes no interior do edifício, quando habitualmente ficam no exterior. Isto aumenta aparentemente a catedral, com a impressão de acrescentar uma nave a mais de cada lado. No entanto, no nível inferior, o espaço entre os contrafortes não se cobre com uma abóbada de cruzaria, mas com duas, isto é, cada espaço tem duas capelas com galeria sobreposta). Isto tem efeitos sobre a iluminação do interior e sobre a disposição das capelas.

#### Efeitos sobre a iluminação
Tendo sido ampliado o espaço interior do edifício, os vitrais ficam bem mais longe do centro do que seria normal e, além disso, a iluminação fica dificultada pelos contrafortes e pelos arcos que sustentam as abóbadas entre os contrafortes. A parte da catedral em que esta falta de iluminação se sente menos é a abside, que é a única parte em que os contrafortes ficam no exterior do edifício e os vitrais se situam na parede do deambulatório semicircular que sucede às naves laterais nesta parte do edifício.

#### Efeitos sobre as capelas
Quando os contrafortes se situam no exterior, é entre eles que se situam os arcos que sustentam as abóbadas que cobrem as capelas, as quais têm uma alçada proporcionada à sua medida, como acontece na igreja de Santa Maria do Mar. Pelo contrário, na catedral de Barcelona, o espaço entre os contrafortes é excessivo para formar o espaço recolhido que convém às capelas, pelo que as capelas (duas a cada espaço entre contrafortes) estão cobertas por abóbadas mais baixas, deixando espaço para uma galeria em cima. A intenção original devia ser construir mais capelas no lugar da galeria e, de facto, chegaram-se a fazer quatro capelas sobre a galeria do lado do Evangelho, chegando à porta de Santo Ivo, que ainda se podem ver, mas a oferta de capelas devia ser excessiva porque se não construíram mais.

## Exterior

### Fachada principal e zimbório
A fachada neogótica, projectada pelo arquitecto Josep Oriol Mestres no ano 1882, tem 40 metros de largura, consta da portada flanqueada por duas torres com altos pináculos e está ornamentada com todo tipo de elementos de estilo gótico de estilo perpendicular e com grande profusão de imagens de anjos e santos. Na fachada são visíveis oito vitrais, a maioria modernistas, mas também renascentistas, como o famoso Noli me tangere, desenhado por Bartolomé Bermejo, que ilumina a capela do baptistério na parte esquerda inferior da fachada principal. O zimbório, desenhado pelo arquitecto August Font e Carreiras tem uma altura de 70 metros e foi construído entre os anos 1906 e 1913. O zimbório está coroado com a imagem de Santa Helena, mãe de Constantino, que, segundo a tradição, foi quem reencontrou a Vera Cruz, orago da catedral juntamente com Santa Eulália. Esta escultura foi realizada pelo artista Eduard Alentorn. Nos extremos da fachada, há imagens de anjos alados.

### Portas

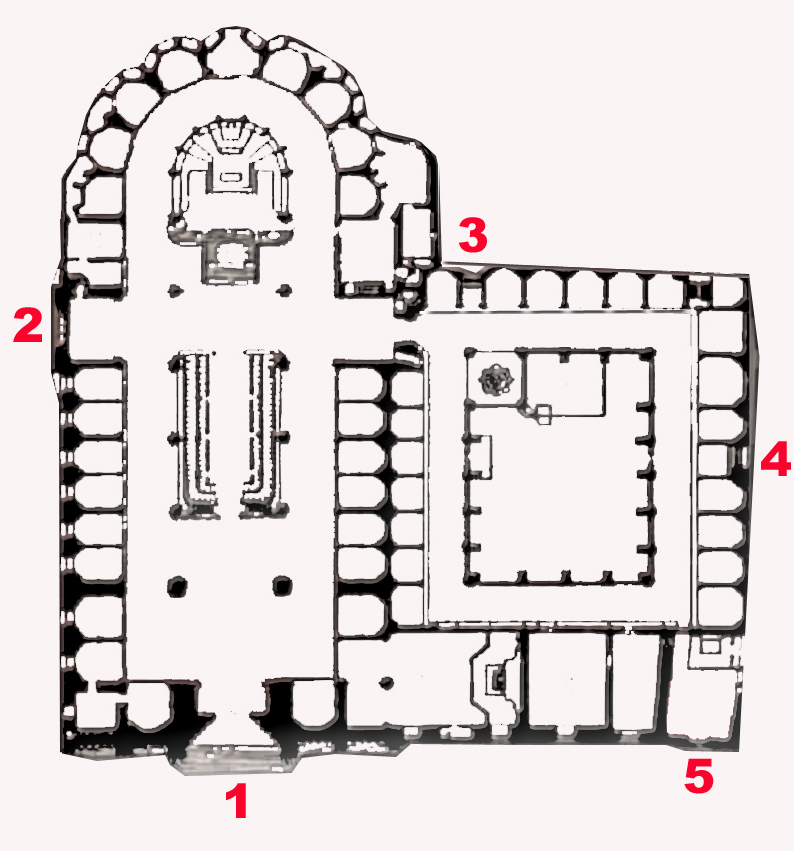
1- Porta principal. 2- Porta de Santo Ivo. 3- Porta da Piedade. 4- Porta de Santa Eulália. 5- Porta de Santa Luzia

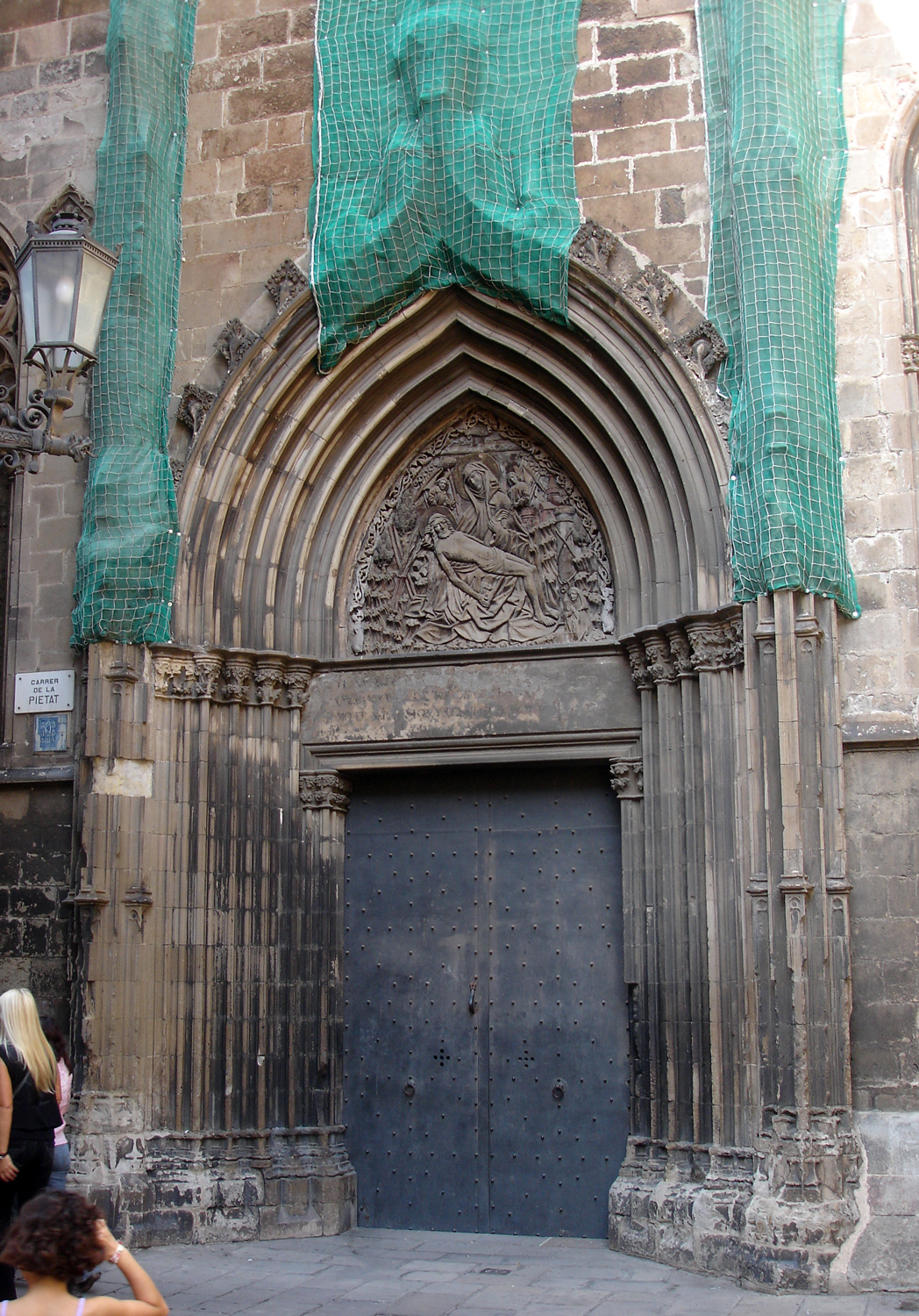
Porta da Piedade

A Catedral de Barcelona tem 5 portas: 
- A porta principal, situada ao centro da fachada da praça da Catedral. Projectada pelo arquitecto Josep Oriol Mestres, é do século XIX de estilo neogótico com um grande arco gótico com arquivoltas, presidido o seu mainel uma escultura de Cristo, obra do escultor Agapit Vallmitjana e Barbary e tendo, de ambos os lados da porta as imagens dos apóstolos. No portal, há esculturas de anjos, profetas e reis num total de 76 figuras, que junto com o traçado da porta foram realizadas pelo escultor Joan Roig e Solé. A face interior, pelo contrário, é do século XV, e os medalhões gravados em pedra no dorso do arco da entrada são do artista Antoni Claperós, representando a Ascensão e o Pentecostes.
- Porta de Santo Ivo: é esta a mais antiga e, durante quinhentos anos, foi o acesso principal da catedral, pelo cruzeiro, do lado do Evangelho. Sua advocação deve-se aos edifícios que tem em frente, que durante muitos anos pertenceram à confraria dos advogados, cujo patrono é Santo Ivo. Realizada em mármore e pedra da montanha de Montjuic, num dos primeiros exemplares de arco ogival do gótico catalão (1298), contém alguns elementos bastante originais dentro deste estilo e que podem ser considerados uma amostra dos inícios do gótico. Assim, em cima dos pilares há anjos músicos sacando a cabeça para fora do arco, como se quisessem sair da parede, e as arcarias em cima da porta estão separadas por uns elementos que representam báculos, com o extremo superior encurvado, em vez de simples pilares, como é mais comum (veja-se por exemplo, a fachada de Santa Maria do Pinho, de composição muito parecida).[10] No tímpano, há uma imagem de Santa Eulália atribuída à escola de Jaume Cascalls de finais do século XIV, de cada lado da imagem, dentro do tímpano, pode ver-se o esboço de uma pequena figura meramente ornamental.

De cada lado da porta, há relevos de mármore nas impostas, três de cada lado, representando dois temas: a luta do homem contra as feras e a interpretação da natureza de maneira religiosa e simbólica, na linha dos bestiari medievais.

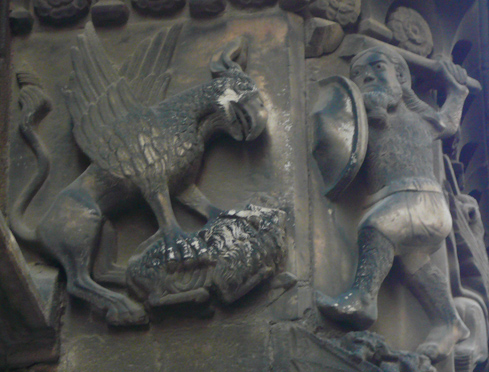
Relevos com o grifo capturando um cordeiro (esquerda) e homem selvagem (direita)
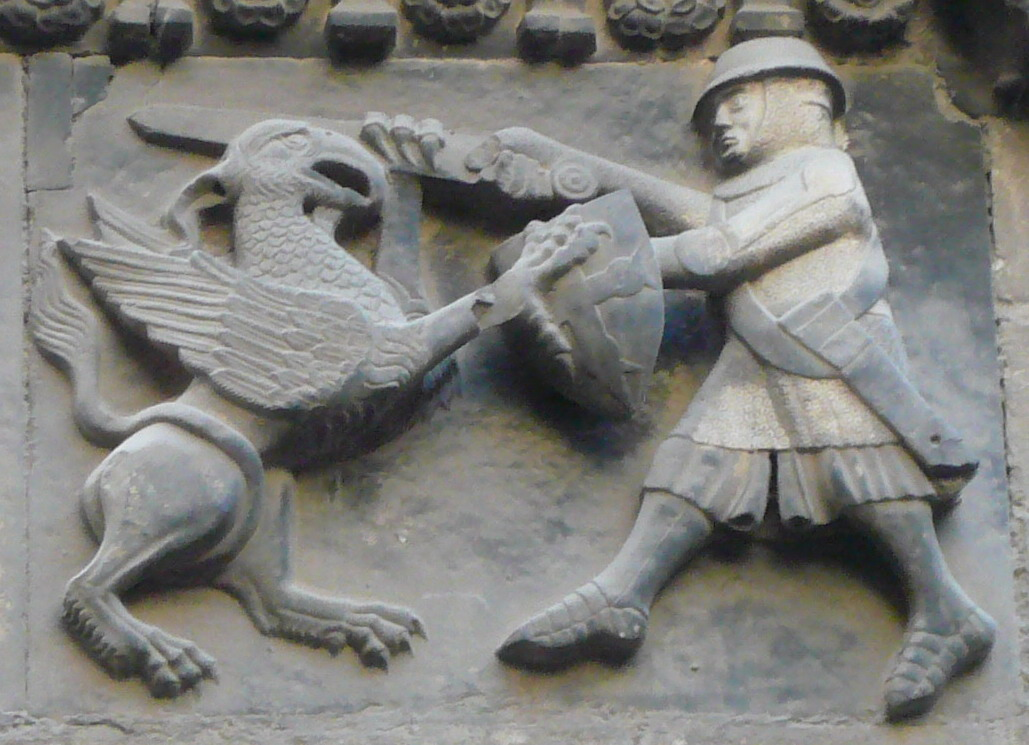
Luta de um homem e um grifo. A indumentária do homem corresponde à dos soldados por volta de 1300.
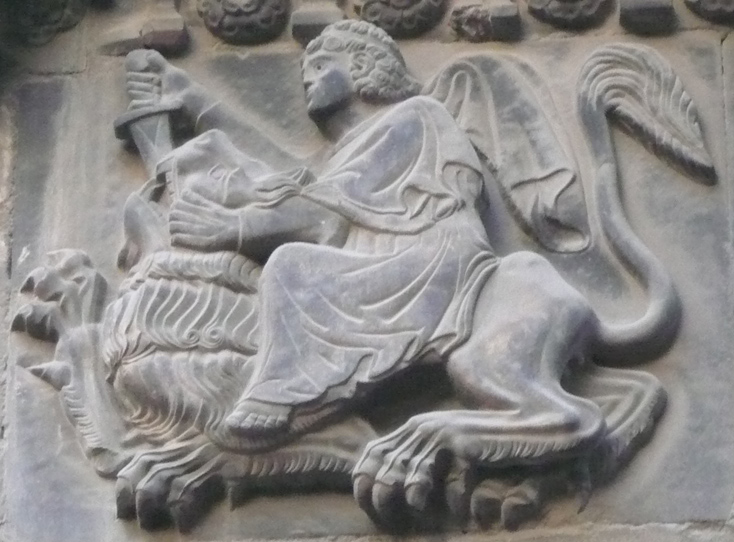
Relevo representando provavelmente Sansão matando um leão
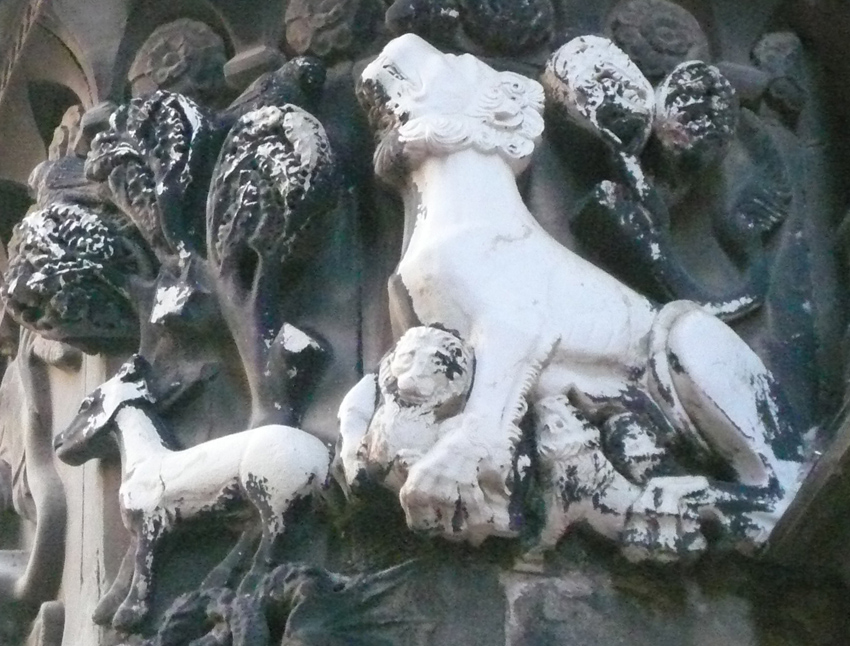
Relevo com um gamo (esquerda) e relevo com uma leoa e suas crias (direita)

De esquerda a direita encontramos:
- Um grifo que captura um cordeiro entre as garras, e que simboliza o demónio que agarra a alma do pecador
- Um homem selvagem, com o corpo coberto de cabelos e vestido só com calças curtas. Representa os impulsos concupiscentes do homem e na mão traz uma arma que poderia ser um pau ou uma maça, do qual, não se sabe porquê, se perdeu um pedaço. Faz o gesto de golpear algo que fica fora do relevo, que também não sabemos o que é, mas parece muito improvável que seja o grifo do relevo do lado. De facto, tendo em conta o ambiente florestal a que pertenceria o homem selvagem, alguns autores supuseram que poderia ter sido pensado originalmente para golpear os relevos do outro lado (o gamo e a leoa), que se uniriam na mesma cena.
- A luta de um homem, ataviado de soldado, com um grifo, simbolizando a luta contra o demónio. Não fica claro quem ganhará, mas mais eficaz que a espada, que o grifo está a pegar pela folha, parece ser o escudo, com uma grande cruz gravada.
- Um homem vestido com túnica e lutando com um leão, no qual finca uma adaga. Supõe-se que representa Sansão, por se parecer com outras representações contemporâneas, apesar, segundo o Antigo Testamento, mesmo ter matado o leão com suas próprias mãos e não com uma adaga.
- Um gamo, que simboliza o anseio da alma para se acercar a Deus. Por detrás tem uma árvore com três copas e dois pequenos mochos-galegos em cima, os quais poderiam ter intenção somente decorativa.
- Uma leoa amamentando duas das suas crias e protegendo uma terceira entre as patas, de interpretação incerta.

Alguns autores atribuem estes relevos à antiga catedral românica, enquanto outros os crêem realizados por artistas italianos do século XIV. Apesar das semelhanças estilísticas denotarem que saíram de uma mesma mão ou de uma mesma oficina, os relevos não parecem concebidos com um programa unitário nem têm relação entre eles e inclusive alguns autores supuseram que sua disposição não é a prevista pelo autor.
- Porta da Piedade: Dá entrada ao  claustro, junto à abside com um arco canopial flanqueado por uns altos pináculos lavrados com grande fineza. No tímpano há um relevo de madeira com a representação da Piedade (ou seja, a representação da dor de Maria com Jesus morto no regaço) rodeada com símbolos da Paixão, obra do escultor alemão Michael Lochner, estabelecido em Barcelona desde o ano 1483; no rincão inferior direito do tímpano e em medida pequena está representado o cónego Berenguer Vila, que foi o doador que financiou o relevo.[10] Esta porta facilita a entrada no templo, já que está situada junto da abside ao nível do cruzeiro, no lado da Epístola, permitindo a entrada na catedral através do claustro.
- Porta de Santa Eulália: Encontra-se situada à Rua do Bispo. É uma das duas entradas exteriores do claustro, está construída com um arco canopial e, no tímpano, tem uma escultura de Santa Eulália, reprodução do original do escultor Claperós que se guarda no museu da catedral. Em ambos os lados da imagem, estão entalhados os escudos do bispo Francesc Climent Sapera que foi  quem pagou a galeria de palestrante do claustro. As arquivoltas estão lavradas com fina folhagem.
- Porta de Santa Luzia: É a entrada exterior da capela desta santa, sendo a terceira porta de acesso ao claustro. A porta é românica com arquivoltas semicirculares, nomeadamente três pilares quadrangulares intercalados com duas finas colunas circulares em ambos os lados da porta, e capitéis esculpidos com figuras de animais e personagens, acompanhados de trinta plantas pertencentes a seis espécies comuns que se repartem pelas impostas e as arquivoltas: folhas de carvalho, de Anemone sp., de agrimonia e de Potentilla sp., ramos de polipodi (uma pteridophyta) e uma gramínea indeterminada. Estas plantas estão representadas com um realismo suficiente para identificá-las,  o que torna patente que o escultor tinha as plantas por perto e a sua presença se relacionou com a moda, recém-chegada do norte de França, em princípios do século XIII, que consistia em abandonar os acantos idealizados que o românico tinha herdado da ordem coríntia da arquitectura clássica, substituindo-os por representações naturalistas da flora local.[11] Além dos motivos vegetais, nalgumas arquivoltas e na faixa superior das impostas encontramos motivos geométricos.

Dos quatro capitéis das colunas, os dois interiores só têm motivos vegetais, o exterior direito tem esculpidos dois quadrúpedes (um com cada cara, mas compartilhando a mesma boca, o que se assinalou como um sinal da falta de qualidade da escultura desta porta) e o exterior esquerdo apresenta as cenas da Anunciação e da Visitação.
Parte da ornamentação da porta teve que ser reconstruída em 1842, devido à queda de uma bomba, e o tímpano, que é liso, tem pinturas não muito bem conservadas de princípios do século XX.

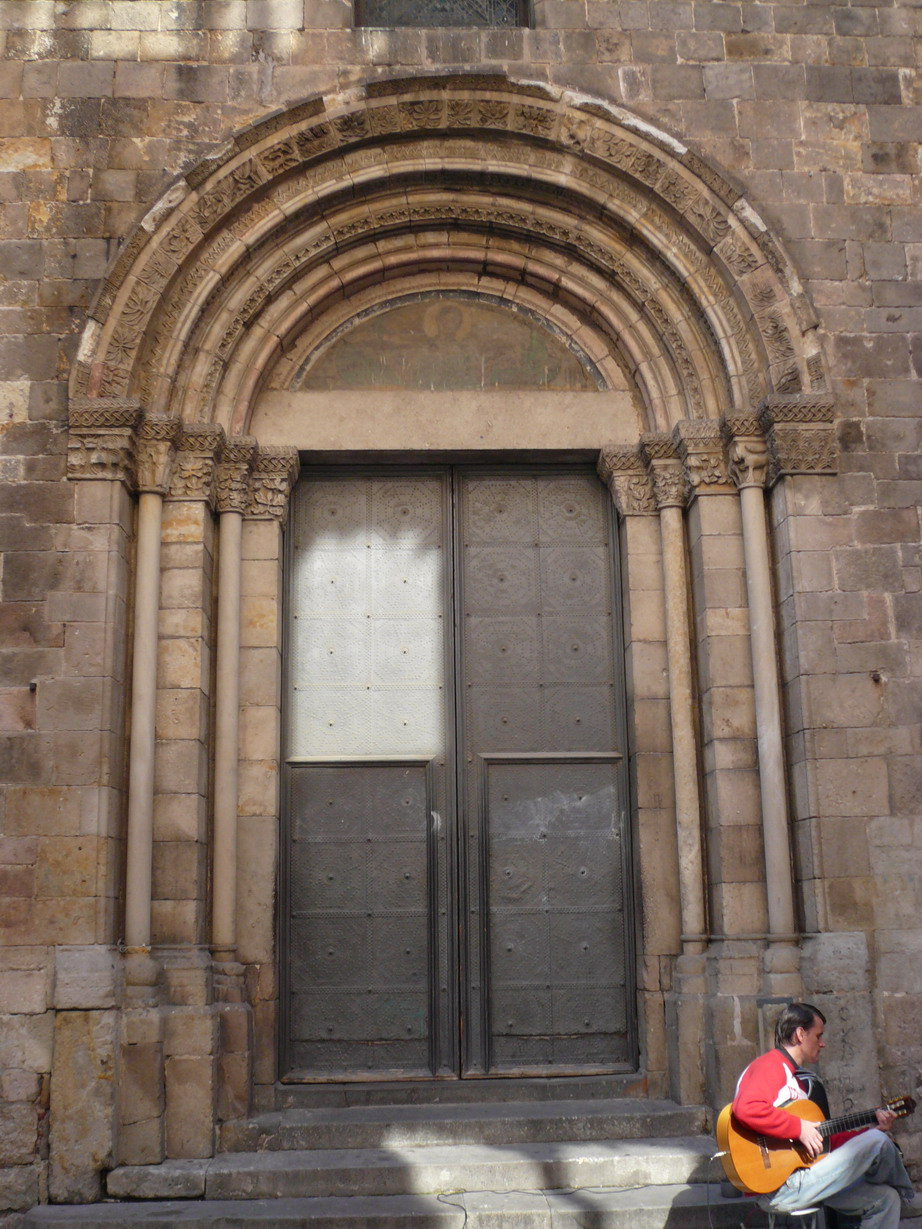
Porta de Santa Luzia
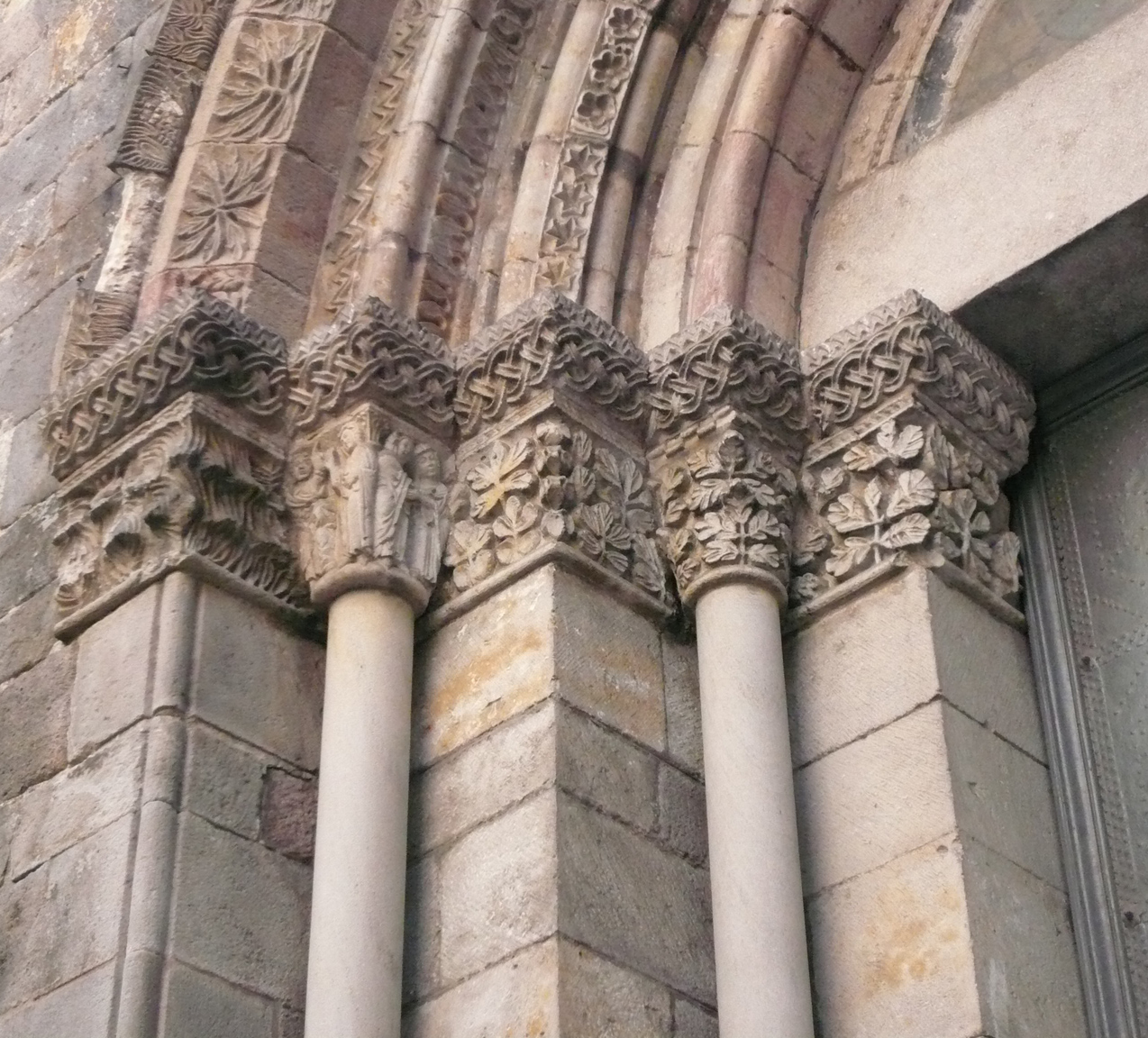
Lado esquerdo da porta de Santa Luzia, com o capitel externo com a Anunciação e a Visitação
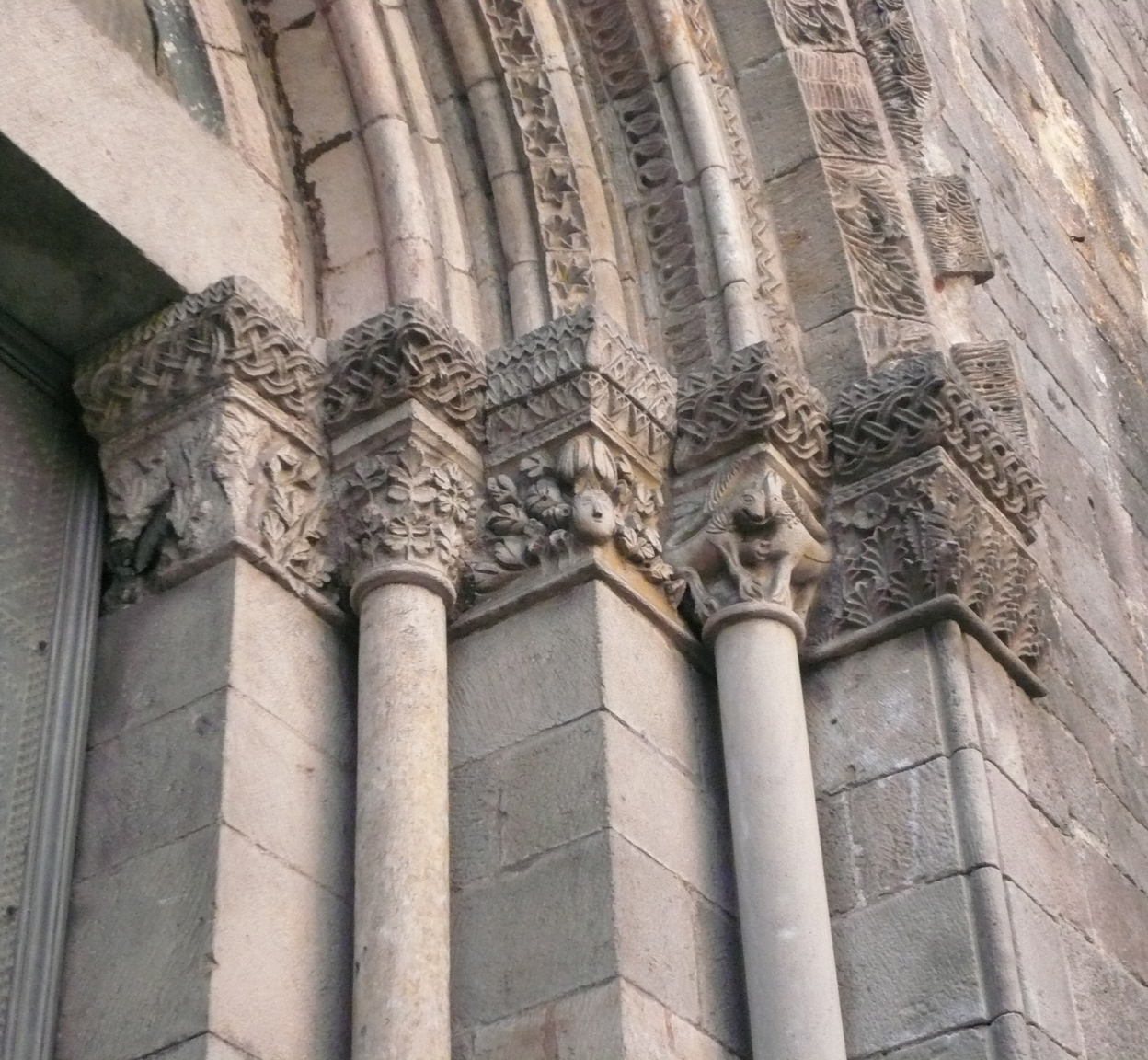
Lado direito da Porta de Santa Luzia, com o capitel externo com dois quadrúpedes unidos pela boca

### Torres-campanários

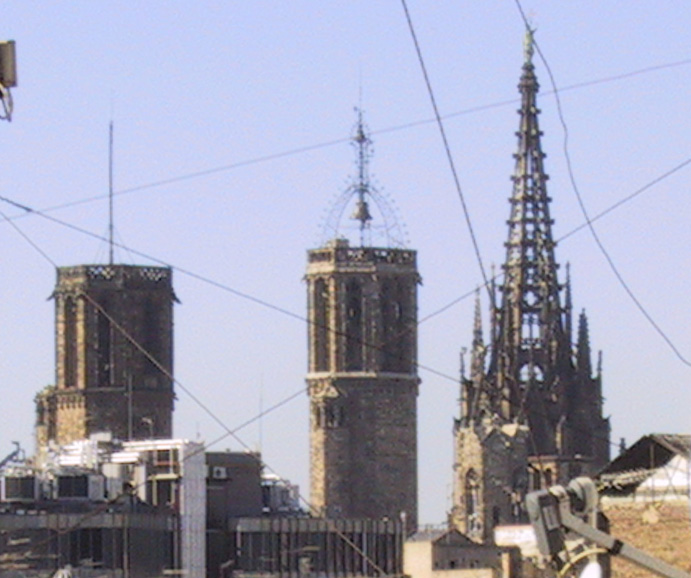
As torres e o zimbório alçam-se sobre os terraços da Cidade Velha

De finais do século XIII são as duas torres-campanários, datadas do início da construção gótica, as quais correspondem aos dois extremos do falso cruzeiro. Ambas são oitavadas e de 53 metros de altura. Uma das torres, dita das horas ou relógio, situa-se sobre a Porta de Santo Ivo. Encontram-se nesta torre o sino Eulália, que é o maior, de 3 toneladas de peso, e que é o que toca as horas, e o que leva o nome o nome de Honorata e que é o que dá os quartos. A estrutura superior é de ferro magnificamente ornamentada e foi construída no final do século XIX de estilo modernista.
A outra torre, situada sobre o outro extremo do falso cruzeiro, é a encarregada das horas eclesiásticas. Nesta há dez sinos, todos com nomes femininos, como é habitual.

### Gárgulas
Como a maioria das catedrais góticas, também a de Barcelona tem gárgulas, por onde se escoa a água da chuva dos telhados. As gárgulas mais antigas da catedral são as da abside junto à porta de Santo Ivo, que devem ser de princípios do século XIV, e estas representam um homem coberto com um gorro que recorda uma barretina, um cavaleiro armado a cavalo, um unicórnio e um elefante. O elefante traz às costas uma estrutura em forma de castelo, do estilo das que se usam no oriente para a caça ou para a guerra e que os elefantes trazem com frequência nas representações medievais (a trompa, que vemos de uma cor diferente, é fruto de um reparo posterior). A gárgula do cavaleiro, ataviado ostensivamente com capacete, couraça, escudo e esporas e cavalo com brida, relaciona-se com a confraria dos arrieiros (ou de de Santo Estevão) que agrupava os arrieiros e ofícios afins, que faziam arreios, armas e couraças e ocupavam esta parte da cidade, conhecida como bairro da Frenderia, isto, é Arriaria (há um pedaço de rua que ainda conserva este nome, o qual se estende até a praça de S. Justo); nesta mesma zona da catedral, num dos ossários sitos entre os primeiros contrafortes da abside, ainda se pode ler uma inscrição do 1740 com o nome da confraria. As outras gárgulas da abside representam animais correntes, como um boi, um cordeiro, um porco e um cão com coleira e, nos contrafortes inferiores, ovelhas, cães e lobos. Acompanham-nos um leão, uma águia e um animal monstruoso.

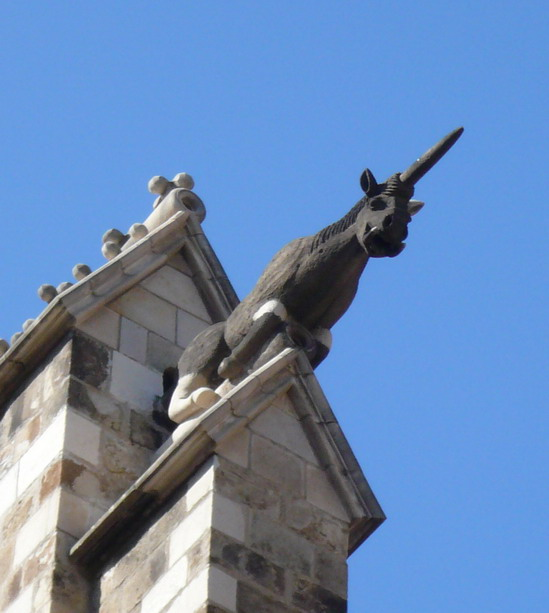
Gárgula do unicornio.
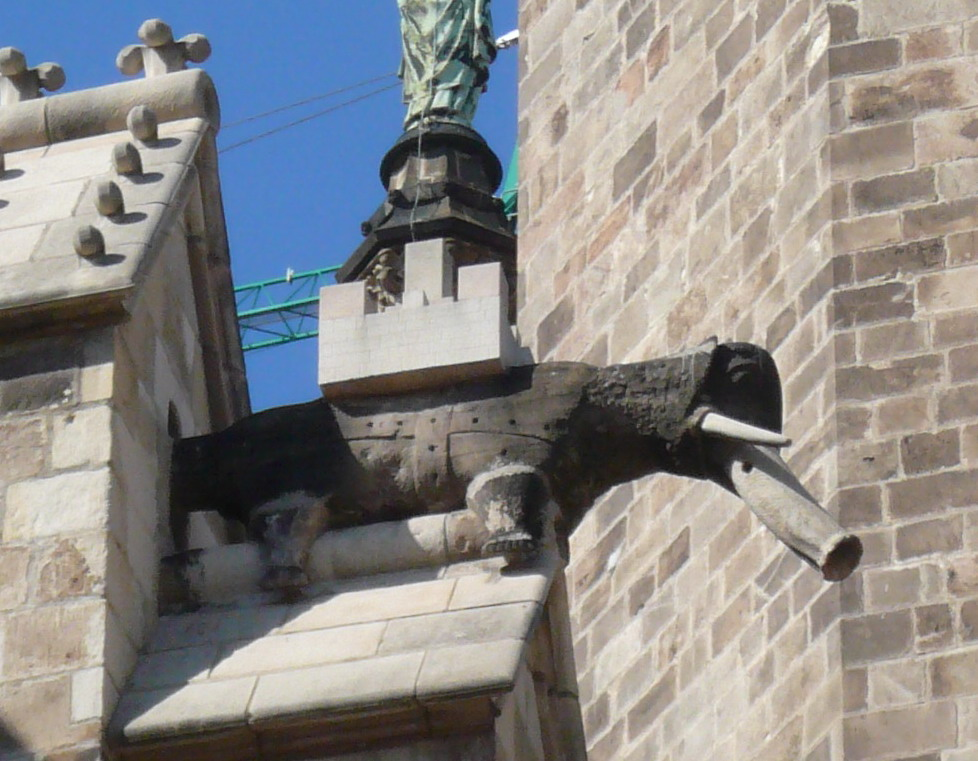
Gárgula do elefante.
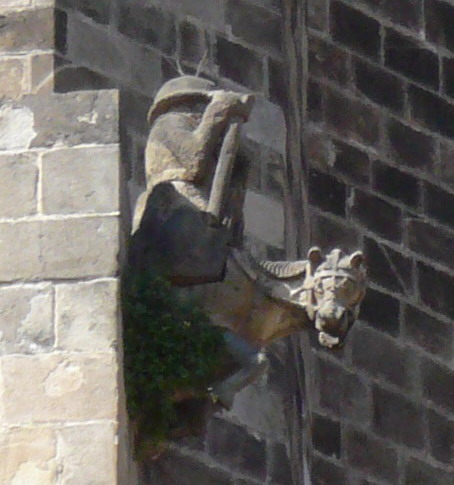
Gárgula do cavaleiro.

As gárgulas do claustro já são do século XV, e as das quatro esquinas representam os símbolos dos evangelistas.
Segundo uma tradição popular, as gárgulas são bruxas que, quando passava a procissão do Corpus Christi, cuspiam, sendo castigadas a ficar petrificadas como figuras monstruosas, com a missão de cuspir a água dos telhados da catedral.

### Capela de Santa Luzia

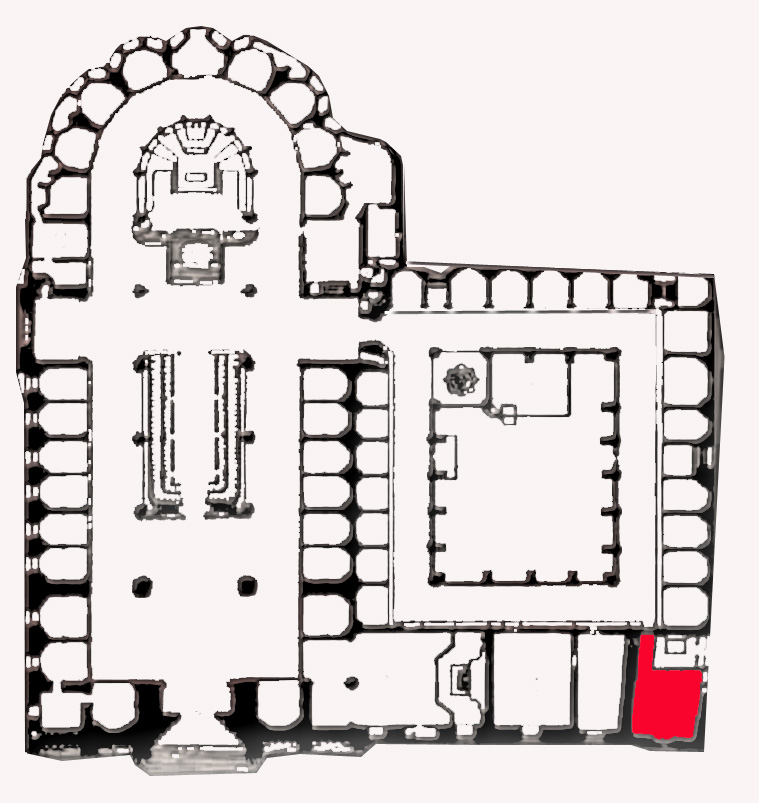
Situação da capela de Santa Luzia

A capela de Santa Luzia ou das Onze Mil Vírgens fica situada num ângulo do claustro,tendo entrada exterior.
É de estilo românico tardio e foi construída entre os anos 1257 e 1268, sob o pontificado do bispo Arnau de Gurb (1252-1284) como capela do palácio episcopal, com o qual estava unida, sem que, a princípio, tivesse qualquer relação com a catedral, que naquele tempo era mais pequena e com a qual não era contígua (a capela acabou de construir-se trinta anos antes de que se iniciasse a catedral gótica).
De planta rectangular, com uma só nave com abóbada de canhão de dimensões muito reduzidas, está edificada com aduelas muito regulares, a sua fachada tem porta com arco semicircular com arquivoltas e duas colunas de cada lado com capitéis esculpidos com figuras geométricas e de animais; sobre o centro de sua fachada alça-se um pequeno campanário de dois sinos  (acrescentado posteriormente).
Sobre a porta da capela, veja a secção deste mesmo artigo sobre as portas da catedral.
Tem uma porta traseira que permite aceder ao claustro e tinha uma porta lateral que se abria à rua do Bispo, entaipada em 1821, da qual ainda se pode contemplar o tímpano com um Agnus Dei de transição do românico ao gótico.
No interior, há em duas arcadas laterais, dois sepulcros: o do lado da Epístola (ou seja, entrando pela porta principal à mão direita) é o do bispo Arnau de Gurb, de estilo gótico, o qual tinha sido entaipado há  muitos anos até que em 1891 se descobriu e restaurou, pelo que a disposição de alguns elementos pode não ser a original; o do lado do Evangelho (à mão esquerda quem entra pela porta principal)  do cónego Francisco de Santa Colomba, do século XIV, em cima do qual há um calvário esculpido em pedra com fundo de vidro azul, em que mesmo cónego aparece representado ajoelhado junto à cruz, o que era uma forma habitual de representar o doador (o que tinha pago a obra) parecendo-se com a do cónego Vila no tímpano da Porta da Piedade. (Veja-se o sepulcro inteiro).
A dedicação original da capela foi à Mãe de Deus, a Santa Quitéria e a todas as santas vírgens, tendo um altar dedicado a Santa Luzia e outro a Santa Águeda. A dedicação exclusiva a Santa Luzia data de 1296, ano em que, segundo a tradição, por intercessão milagrosa desta santa, uma menina nascida sem olhos os obteve (Santa Luzia é considerada protectora da vista).

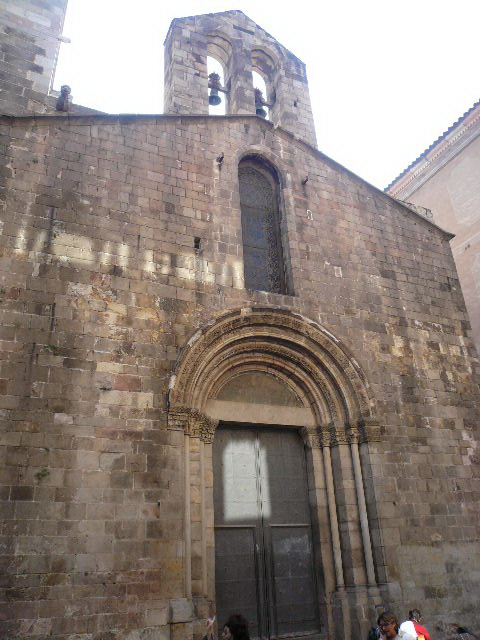
Fachada da capela de Santa Luzia.
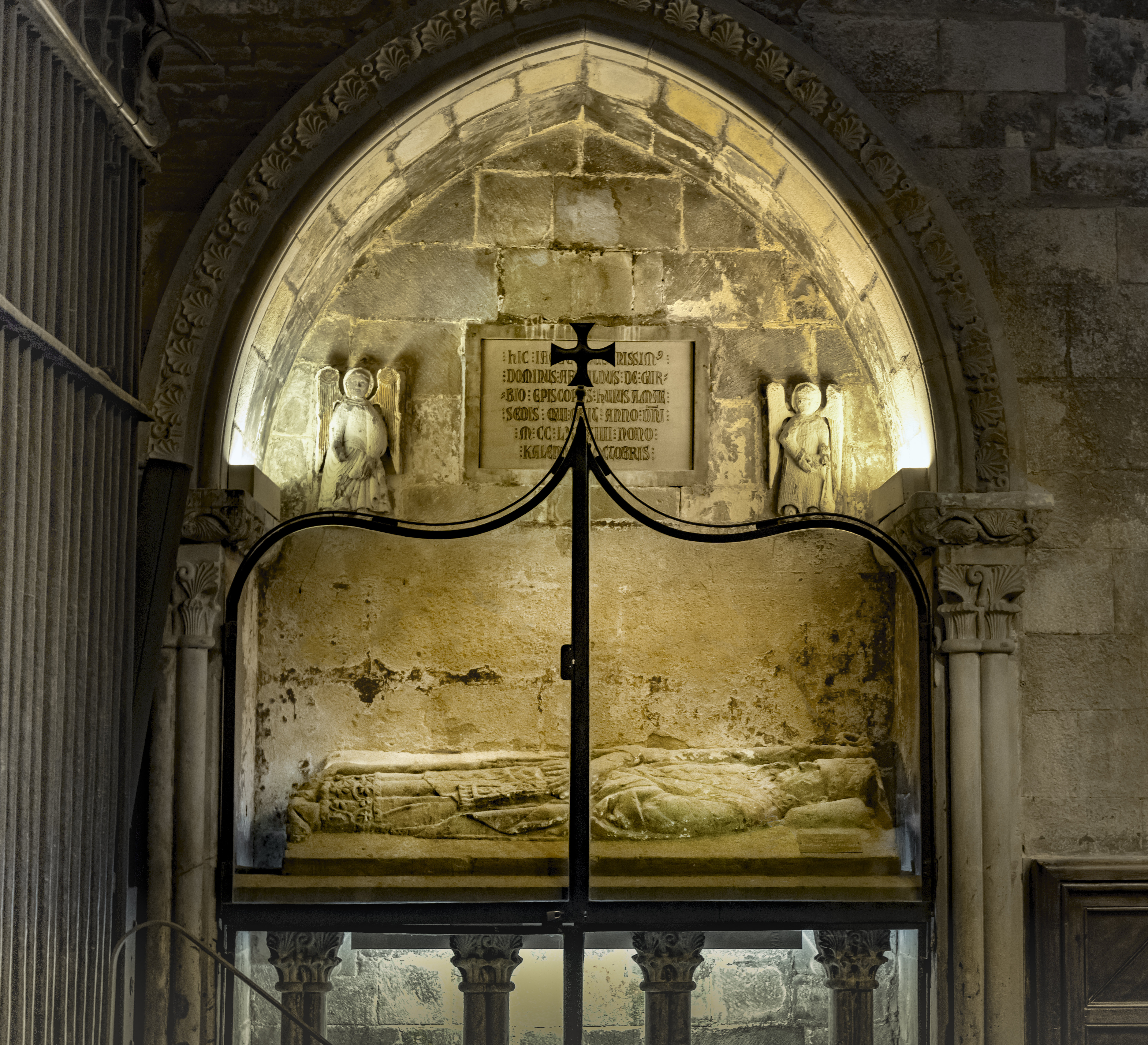
Sepulcro do bispo Arnau de Gurb.
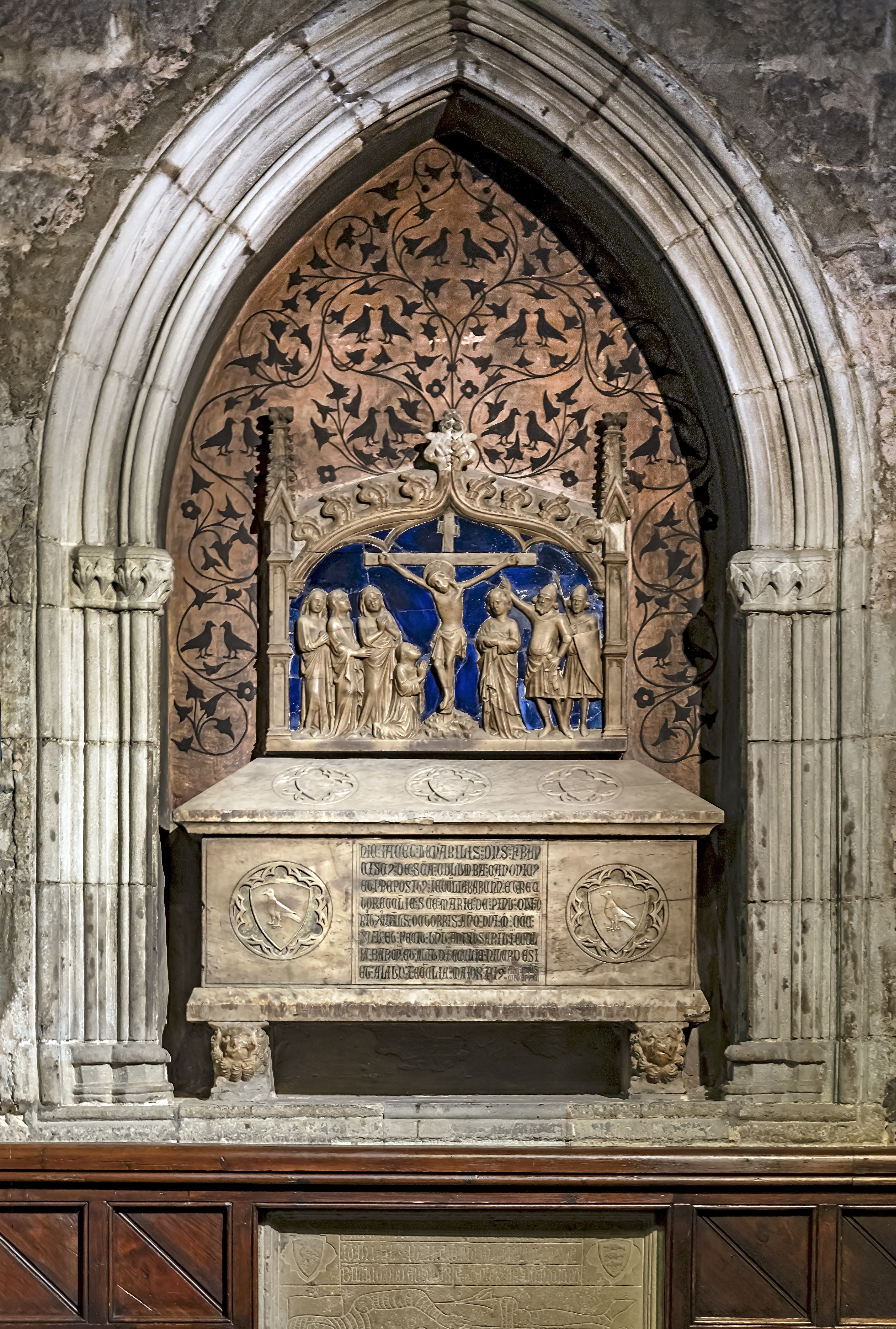
Sepulcro do cónego Francesc de Santa Coloma.
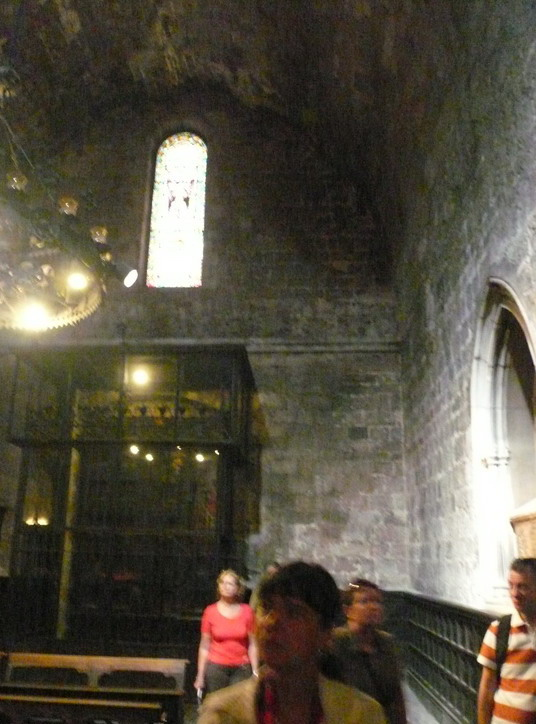
Interior da capela, vista de costas para o altar e para a porta do claustro.

## Interior

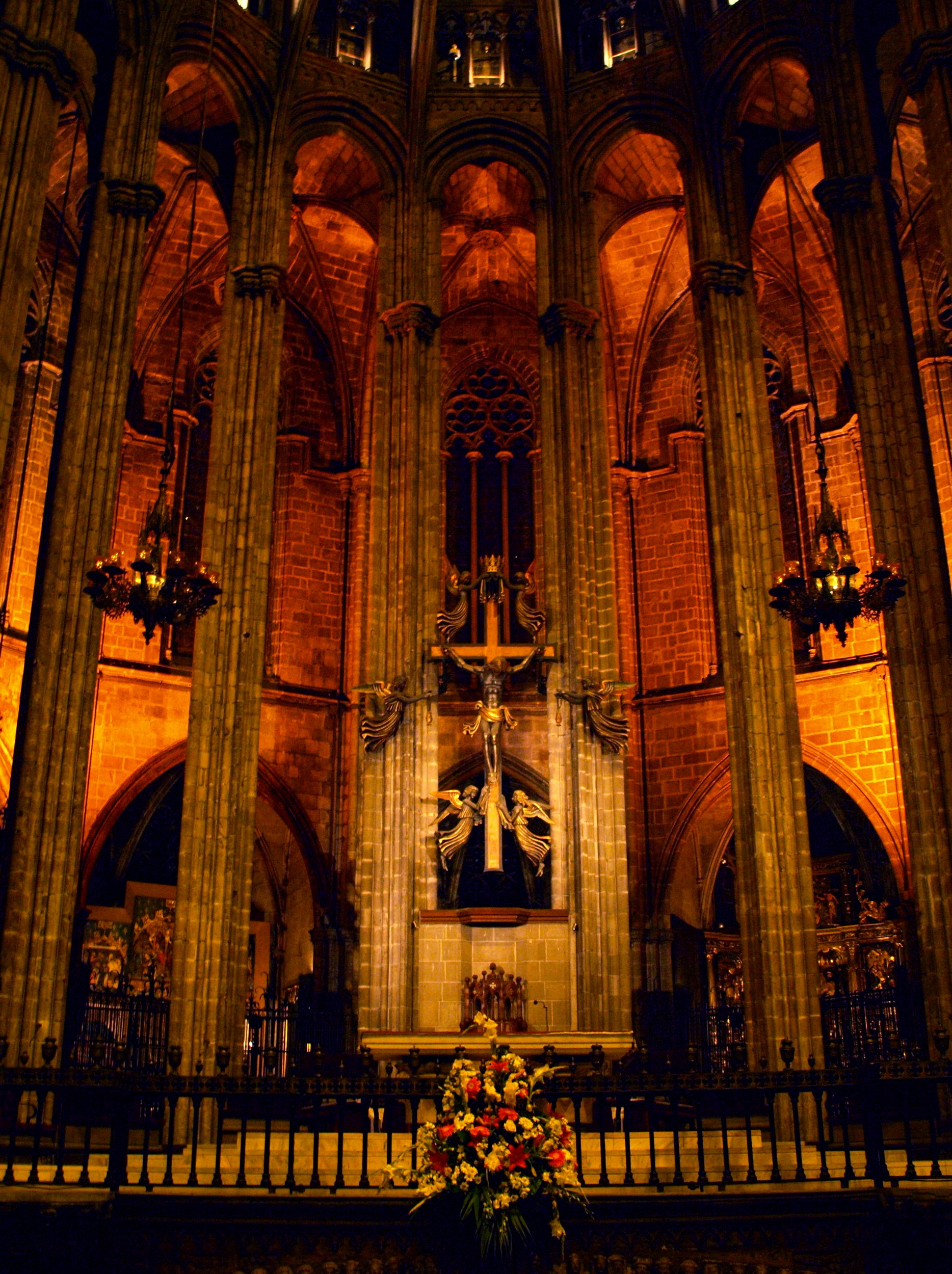
Altar-mor da catedral de Barcelona

### Altar-Mor
Consagrada no ano 1337 pelo bispo Ferrer Abeja (1335-1344), a ara de três metros de comprimento é de mármore branco e está sustentada por dois capitéis do primitivo templo visigodo do século VI. Ao fundo e à altura média das colunas centrais, pode-se ver a imagem da Exaltação da Santa Cruz rodeada por seis anjos, do escultor Frederic Marinho e Deulovol, realizada no ano 1976 e, embaixo, situa-se a cátedra, talhada em meados de século XIV em alabastro, o espaldar de madeira é do ano 1967, e nele está o escudo do cardeal arcebispo Ricard Maria Carles e Gordó (1990-2004).

### Vitrais
Uma das características da arte gótica, é a abertura de grandes janelas para dar passagem à luz exterior, após a época românica, em que as construções eram de muros espessos e sem aberturas ou, quando as havia, poucas e muito estreitas (com excepções como a da Catedral de Augsburg do ano 1100 com figuras precursoras das góticas).
Os vitrais góticos da catedral, são todos com o mesmo esquema de três ruas, a central com a imagem do titular e as laterais com decorações geométricas que representam escudos reais, escudos da cidade, anjos, etc., e  têm coronamento trilobulado.
As épocas dos vitrais podem-se dividir em três partes: 
A primeira etapa, datada nos anos 1317-1334, pelo escudo do bispo Ponç de Gualba que se pode ver nos vitrais da Santa Cruz e Santa Eulália, compreende todos os vitrais da abside, situados sobre as capelas radiais. Além destes,  os vitrais de S. Pedro, do papa S. Silvestre, os vitrais laterais que representam figuras de santos bispos (atribuídos ao autor dito Mestre de S. Silvestre que trabalhou até 1386) e, também, o vitral de Santo Estevão.
A segunda etapa, ao redor do de ano 1400, está representada nos extremos da ábside: Santo André com os escudos do bispo Armengol (do ano 1398/1408) e Santo Antão Abade, (realizado por Nicolau de Maraya nos anos 1405/1407).
A terceira etapa é constituída pelos vitrais realizados no século XV, como o vitral de S. Miguel Arcanjo e o Noli me tangere , situado na capela do baptistério, do ano 1495, (seu autor foi Gil de Fontanet com projectos desenhados por Bartolomé Bermejo).
Realizados ao século XX, são os que se encontram na fachada do templo: pagos pela Deputação de Barcelona são os que representam a Santiago Maior, Santo Antão Abade, Santo Aleixo e Santa Joaquina Vedruna; pagos pela Prefeitura de Barcelona foram S. Severo, S. José Oriol, S. Medir e S. Vicente Ferrer, a Mãe de Deus, Rainha dos Anjos, S. Bartolomeu (em sufrágio de Bartolomeu Barba, governador de Barcelona), a Mãe de Deus do Busto, S. Gregório, (com o escudo do bispo Gregorio Modrego Casaus), etc.

### Chaves de Abóbada

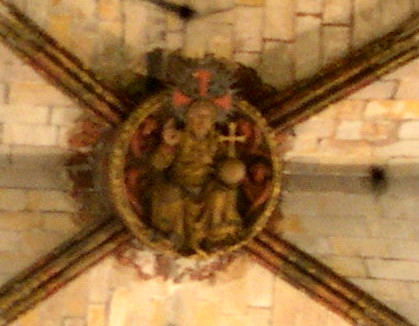
O Pai Eterno cercado de anjinhos vermelhos

A restauração levada a cabo no ano de 1970, permitiu descobrir a policromia das chaves de abóbada que, com o passar dos séculos, tinha sido escurecida. A catedral tem ao todo 215 chaves, sendo as da nave principal as maiores, de dois metros de diámetro e com um peso de 5 toneladas. As chaves da abóbada central começando pelo presbitério são:
- Cristo crucificado, entre sua mãe Santa Maria e S. João Evangelista, com os símbolos do sol e a lua.
- Santa Eulália, com o escudo de Branca de Nápoles, esposa de Jaime II. Datada de 1320.
- A Virgem da Misericórdia, acolhendo sob a sua capa, de um lado, um papa, um rei, um cardeal, um bispo e um cónego, do outro lado a rainha, uma religiosa e mais três figuras femininas. Data de 1379.
- A Anunciação. A virgem com o arcanjo São Gabriel. Ano 1379.
- Um bispo com diáconos, acha-se que é o bispo Pere Planella (1371-1385), por estar seu escudo ao lado da chave.
- O Pai Eterno rodeado de anjos, do escultor Pere Joan realizado no ano 1418.

Outra grande chave é a que se encontra na cripta de Santa Eulália, representando a santa com a Mãe de Deus e o Menino. Junto à porta de Santo Ivo, a chave representa a S. Pedro, rodeada por outras quatro mais pequenas de forma trifoliada. Junto à porta que dá saída para claustro, no lado oposto, a chave representa S. João Evangelista com a águia, também rodeada por outras quatro mais pequenas.

### Coro Central

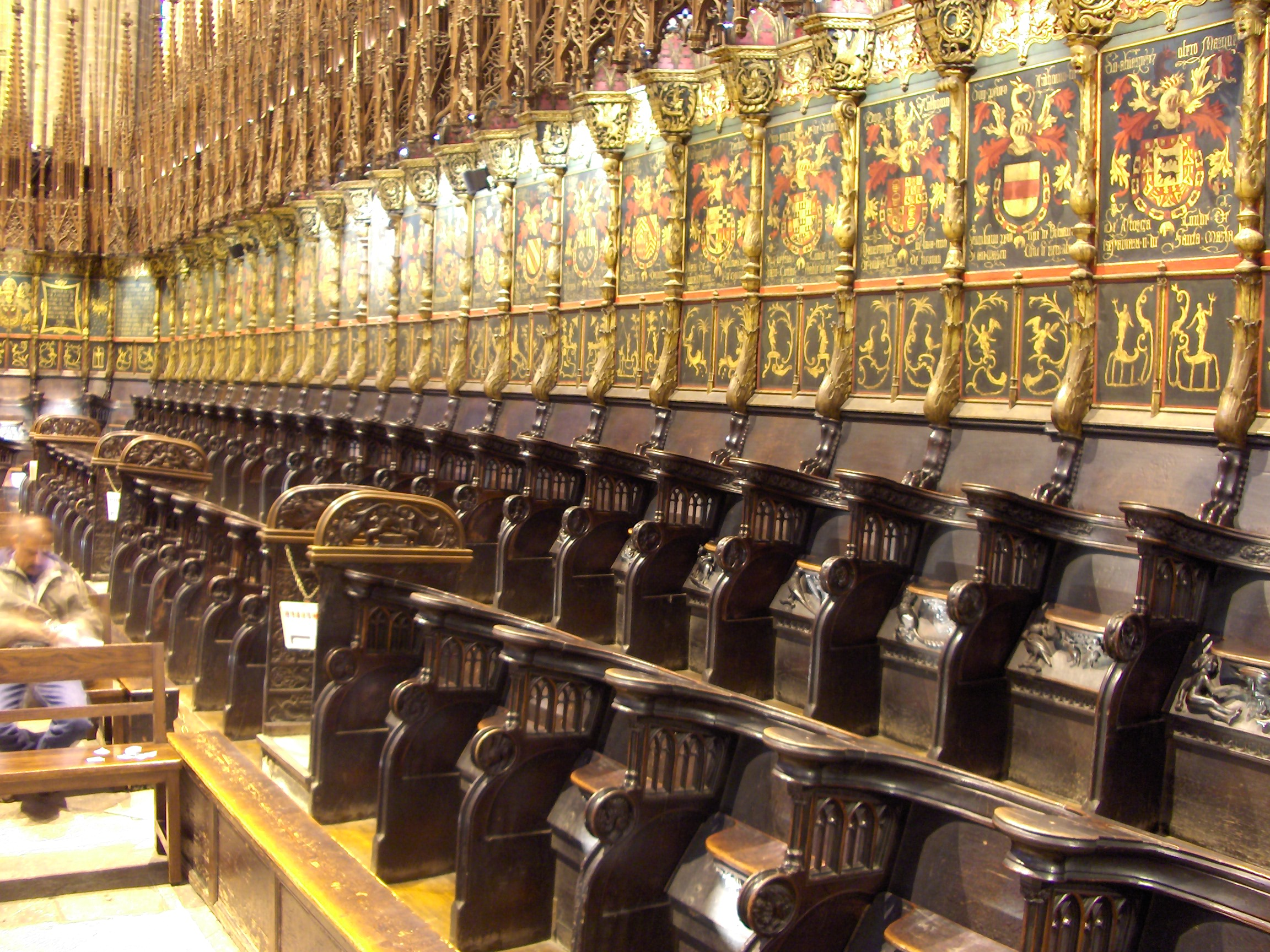
Vista lateral do coro da catedral com as pinturas de Juan de Borgonya

As obras do coro central começaram sob o pontificado do bispo Ramon de Escadas no ano 1390.
Os muros do coro central foram feitos por Jordi de Deus, com as mênsulas representando profetas do Antigo Testamento, O mesmo escultor e entalhador, do lado esquerdo, realizou a escada de acesso ao púlpito com duas pequenas esculturas (a Virgem e S. Gabriel) representando a Anunciação à entrada.
No ano 1394, Pere Sanglada, entalhador já consagrado, foi encarregado da realização das cadeiras do coro central: viajou por ordem do capítulo catedralicio, a Girona, Elna, Carcassona e finalmente a Bruges, onde comprou a madeira de carvalho-alvarinho  para sua execução.
Rodeou-se de bons ajudantes como Pere Oller e Antoni Canet, começando a primeira fase do coro central com as cadeiras, os medalhões nos braços das cadeiras  e nas misericórdias, onde se concentram as mais importantes esculturas. De temas variados, os religiosos são os menos representados e são as cenas de dança, jogos e música, entre outras, as que chamam mais a atenção.
Encarrega-se também Pere Sanglada da realização do púlpito, também de carvalho-alvarinho, de forma prismática, com um fundo arquitectónico de rendilhados e pináculos onde há quinze imagens representando, entre outras, a Jesus Cristo com S. Pedro e S. Paulo e, noutro painel, a Virgem Maria  com Santa Eulália e Santa Catarina. Na parte inferior do púlpito, há arcos com chaves de abóbada semelhantes às da catedral. Foi finalizado em 1403.
Anos mais tarde continuou-se a construção o coro com as cadeiras de Matías Bonafè que talhou outras 48 cadeiras, finalizando no ano 1459. Estas cadeiras, ultrapassando as de Pere Sangrada, são designada por "cadeiras altas".
O alemão Michael Lochner foi encarregado no ano 1483 de talhar os dosséis em forma de altos pináculos, obra que, por sua morte em 1490, teve de continuar seu ajudante Johan Friederich Kassel, até o ano 1497.
No ano 1517, o escultor Bartolomé Ordóñez realizou o projecto dos painéis para o acesso às cadeiras, em madeira de carvalho-alvarinho, com cenas do Antigo Testamento e da Paixão.
Carlos V, (na altura era Carlos I de Espanha, visto que ainda não tinha sido eleito imperador do Sacro Império Romano-Germânico) decidiu que a celebração do XIX capítulo do Ordem do Tosão de Ouro (da qual era Grão-Mestre, na qualidade de Duque da  Borgonha) seria feita em Barcelona e mandou aprontar o coro da catedral para a data de 5 de março de 1519. João de Borgonha foi o encarregado de pintar a heráldica correspondente às cimeiras das 64 cadeiras, correspondentes a:
- 50 cadeiras dos cavaleiros
- 1 de Carlos V (então Carlos I, Rei de Espanha e Carlos II, Duque da Borgonha)
- 1 de Maximiliano I, avô paterno do anterior e então Imperador do Sacro Império Romano-Germânico (morreu em 12 de janeiro de 1519 em Wels, na Áustria) .
- 6 com frases laudatórias
- 4 com divisas borgonhesas
- 2 com as datas de celebração.

### Fachada posterior do Coro
Trata-se uma obra renascentista, realizada pelo escultor de Burgos Bartolomé Ordóñez, do qual se sabe que em 1519 trabalhava nesta obra, tendo-a projectado como uma columnata dórica, coroada com balaustrada e que entre seus intercolúnios consta de quatro cenas em relevo da vida de Santa Eulália, duas à cada lado da porta e a seus extremos umas fornículas que contêm esculturas corpóreas.
Não pôde completar a realização da obra, devido à sua morte prematura ocorrida em Carrara em 1520, onde se tinha deslocado para comprar mármore e para poder realizar o seu encargo. A obra foi acabada por seu discípulo Pere Villar de acordo com o projecto do mestre no ano de 1564.
Os relevos que representam o Julgamento de Santa Eulália por Daciano e a Cremação de Santa Eulália junto com as figuras exentas de S. Severo e Santa Eulália, pertencem a Bartolomé Ordoñez e as de Pere Villar correspondem à Flagelação de Santa Eulália e a Crucificação de Santa Eulália e as esculturas de Santo Oleguário e S. Raimundo de Penhaforte.

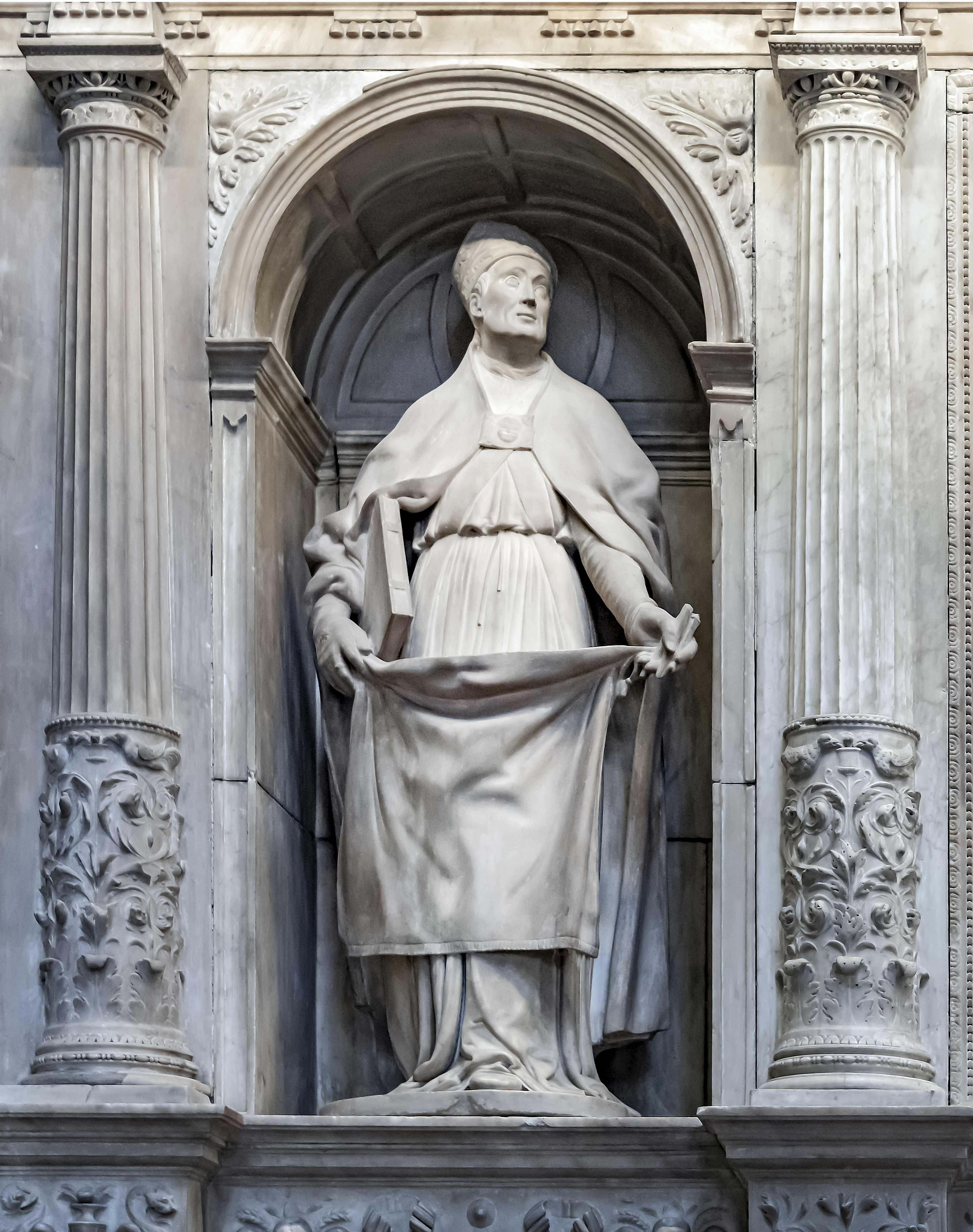
S. Severo, de Bartolomé Ordóñez.
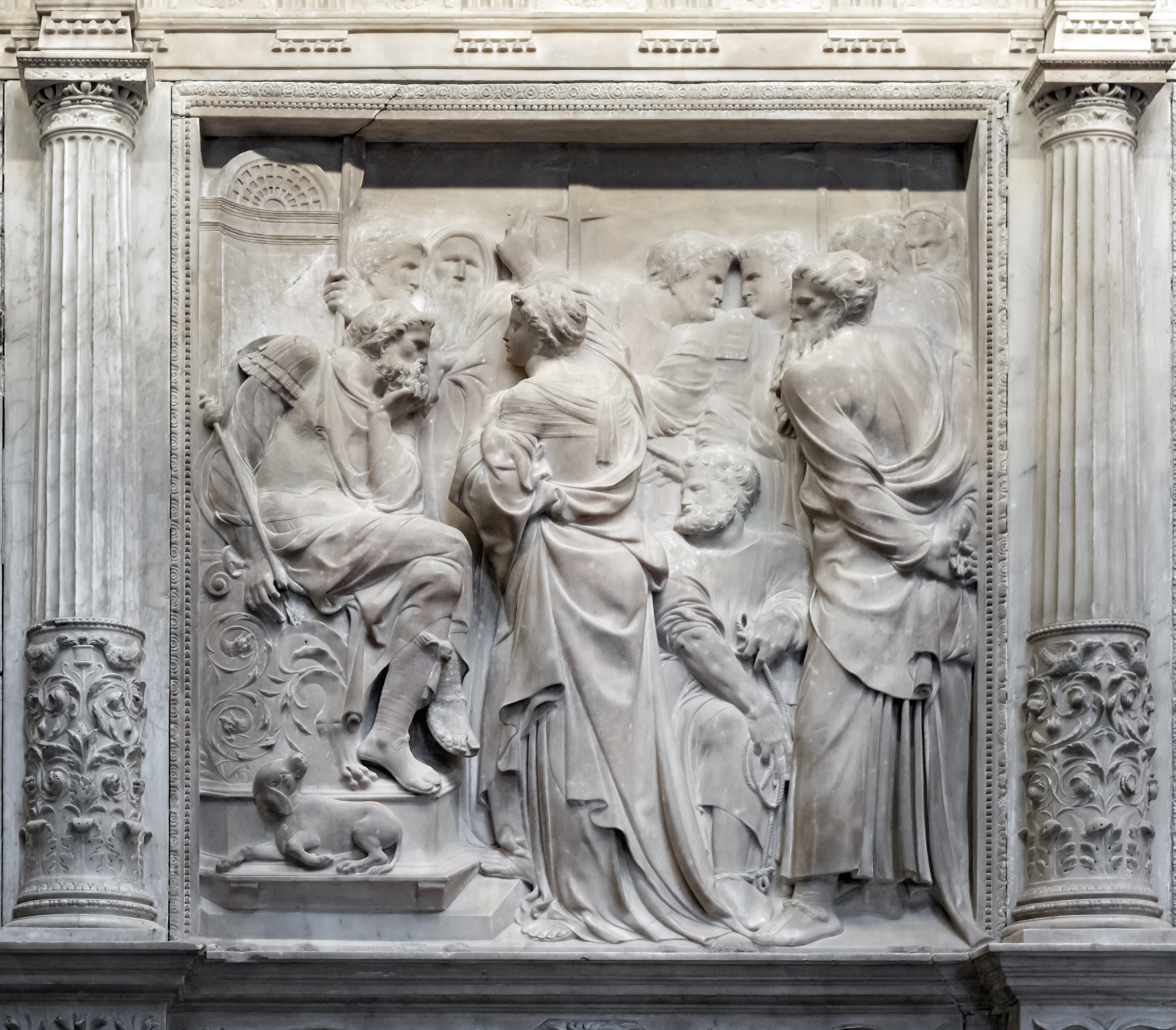
Julgamento de Santa Eulália por Daciano, de Bartolomé Ordóñez.
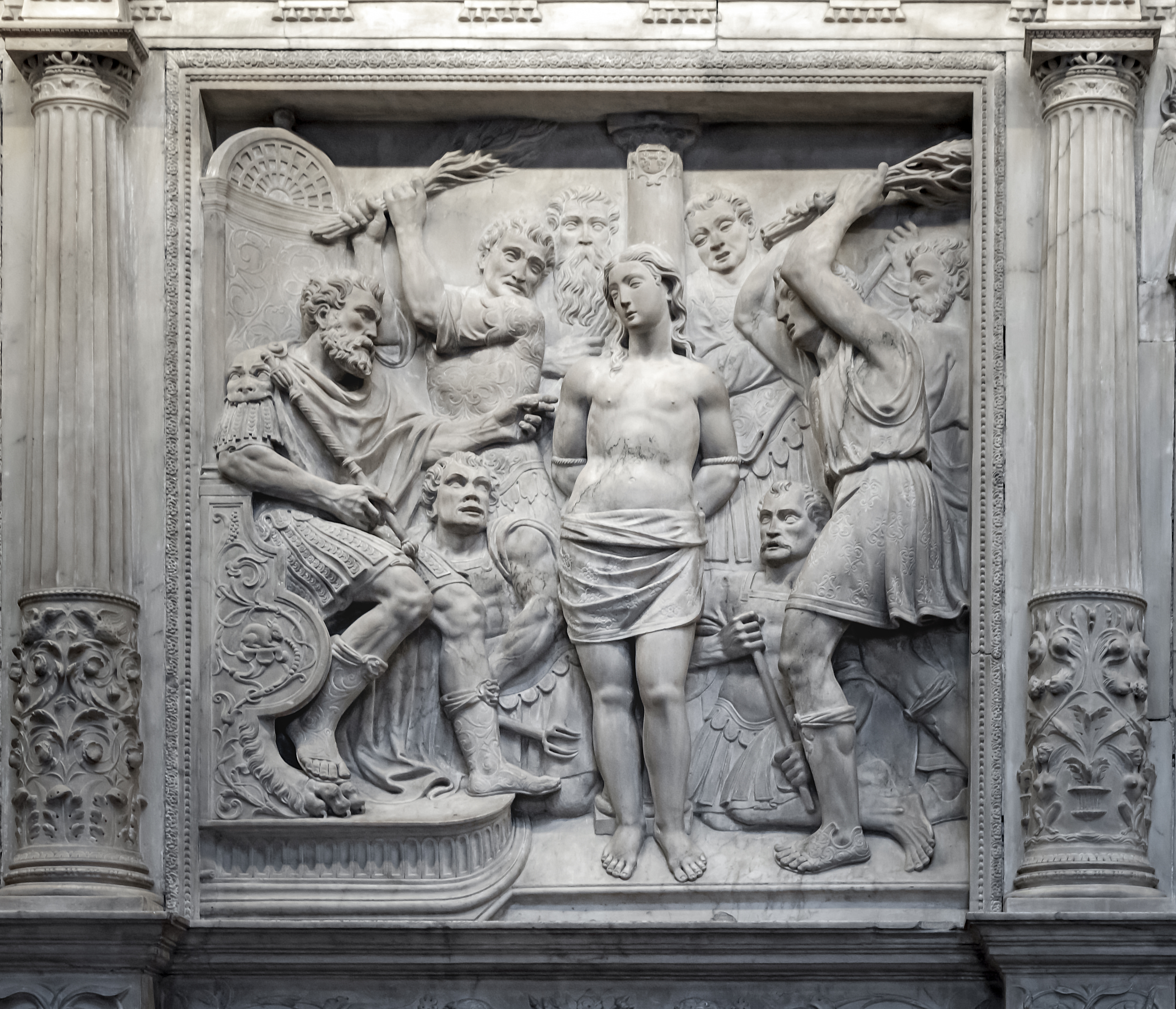
Flagelação de Santa Eulália de Pere Villar. Note-se a figura do pretor romano, do lado esquerdo esquerda, quase copiada da cena do julgamento.
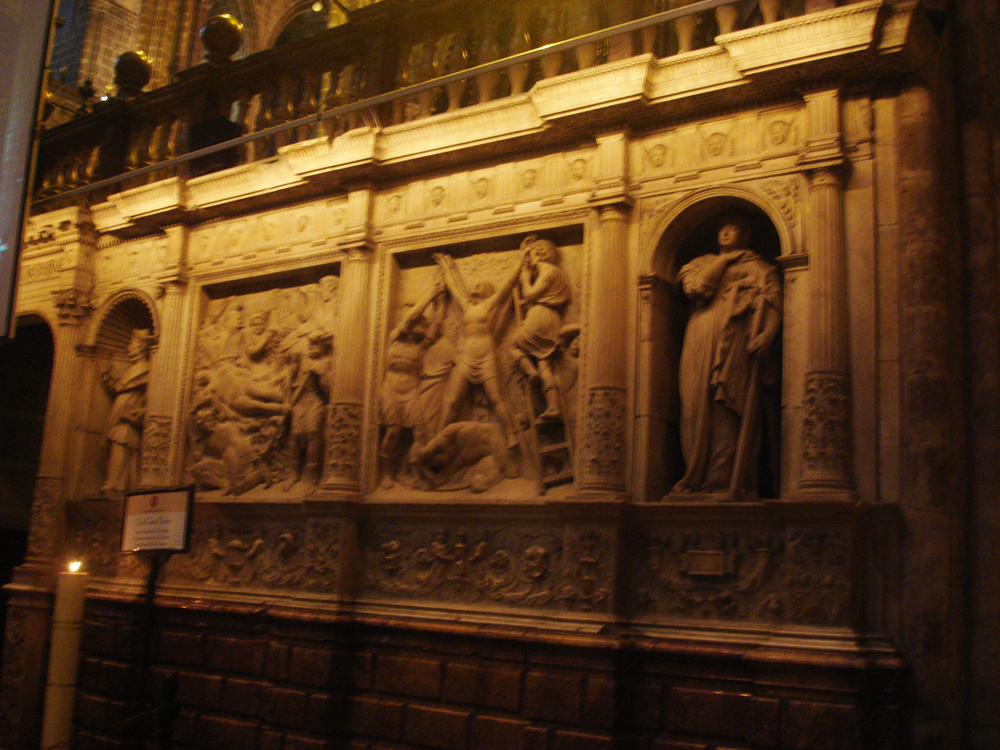
Vista geral da parte direita do coro.
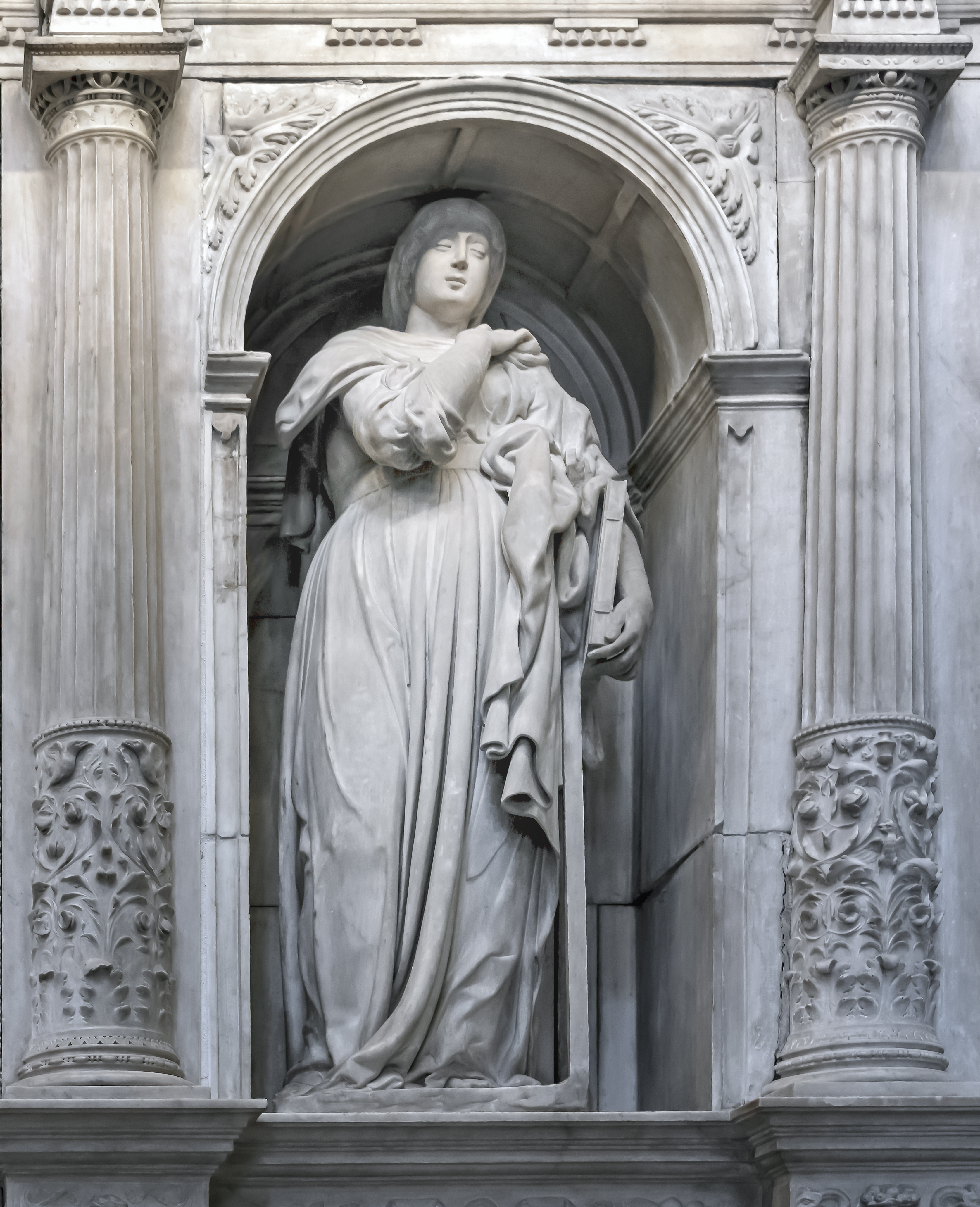
Santa Eulália de Bartolomé Ordóñez.

### Órgão

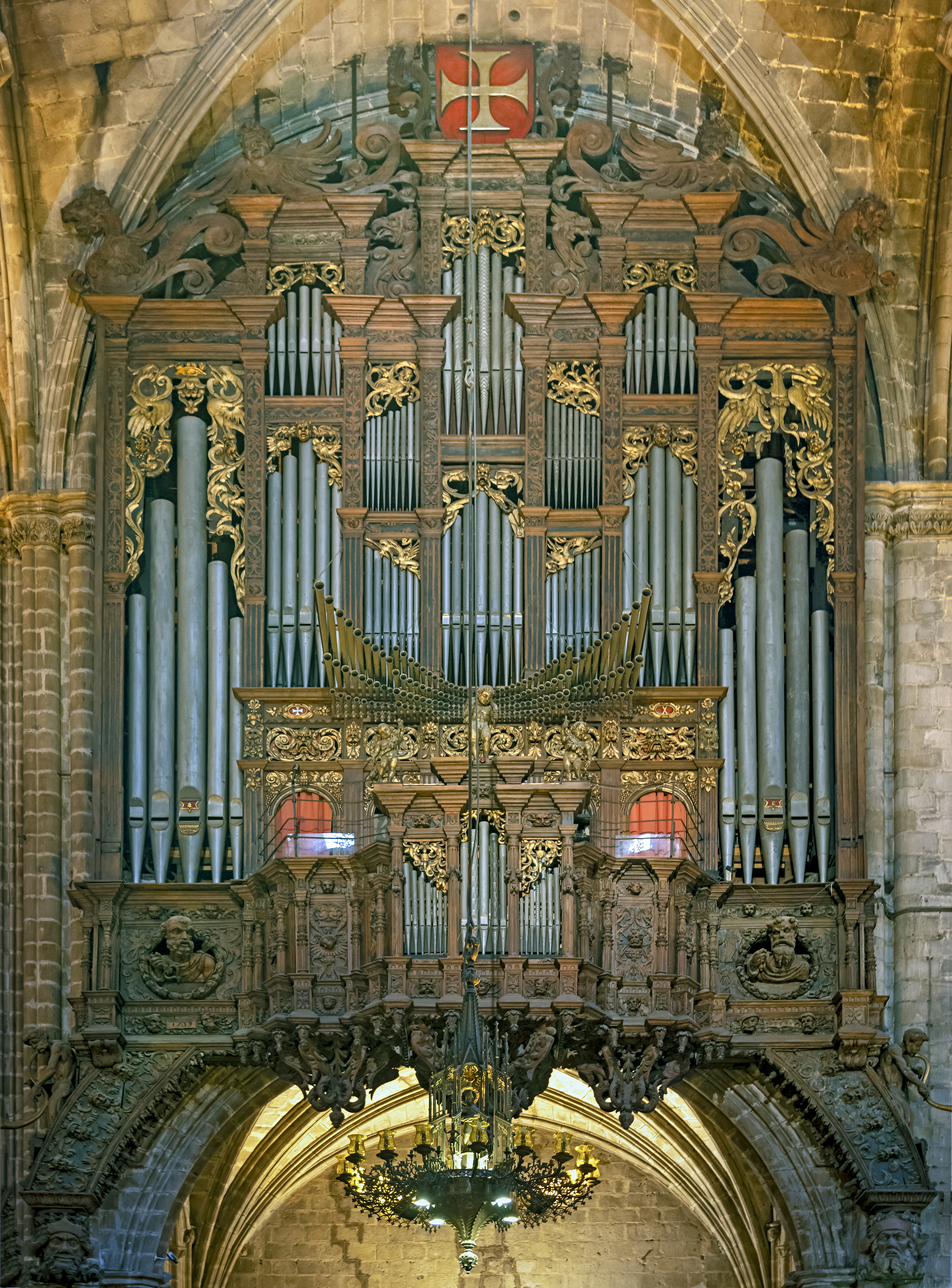
Órgão da Catedral de Barcelona

Embora haja documentação relativa ao órgão datada de 1259, a caixa do orgão atual começou a ser construída no ano 1538 3 foi finalizada em 1540. Situa-se debaixo do campanário da porta de Santo Ivo.
A caixa do órgão é a original, em estilo renascentista de escola catalã como o órgão de Santa Maria do Mar e o da Catedral de Tarragona e da Catedral de Valência.  É a caixa de órgão mais antiga que se conserva na Catalunha. Umas grandes portas fechavam sua caixa, pintadas por Pere Serafí "El Greco" no ano 1560. Estas pinturas, foram retiradas em 1950 e conservam-se ao Museu da Catedral.
Do tipo deste órgão, só há quatro na Europa, o de Daroca, o de Palma de Mallorca e o de Perpiñán. Conserva de sua construção primitiva, um teclado junto com os seus registos e os 16 pedais de madeira que fazem soar os tubos maiores. Toda a parte técnica é actual.
Foi restaurado em várias ocasiões, dispondo atualmente  de quatro teclados de 56 notas e pedalaria de 30 pedais. Os teclados encontam-se dispostos segundo o modelo alemão:
a) O primeiro teclado ou "positivo";
b) O segundo teclado ou "grande órgão";
c) O terceiro teclado, designado como "expressivo" ou "bombarda" visto que intérprete pode provocar o aumento ou a diminuição da intensidade do som, segundo a sua vontade;
d) O quarto teclado "Batalha e Ecos".
O instrumento conta com 58 registros, 4013 tubos sonoros e 128 combinações livres de registros.
Além de acompanhar musicalmente os actos litúrgicos, celebram-se com frequência, na catedral, grandes concertos.
Umas grandes portas cobertas por panejamentos costumavam trancar a caixa do órgão a seguir ao Glória de Quinta-feira Santa e só voltavam a ser abertas no Domingo de Ressurreição, em homenagem à Paixão do Senhor. Estes panejamentos encontram-se atualmente expostos no Museu da Catedral.

### Cripta de Santa Eulália

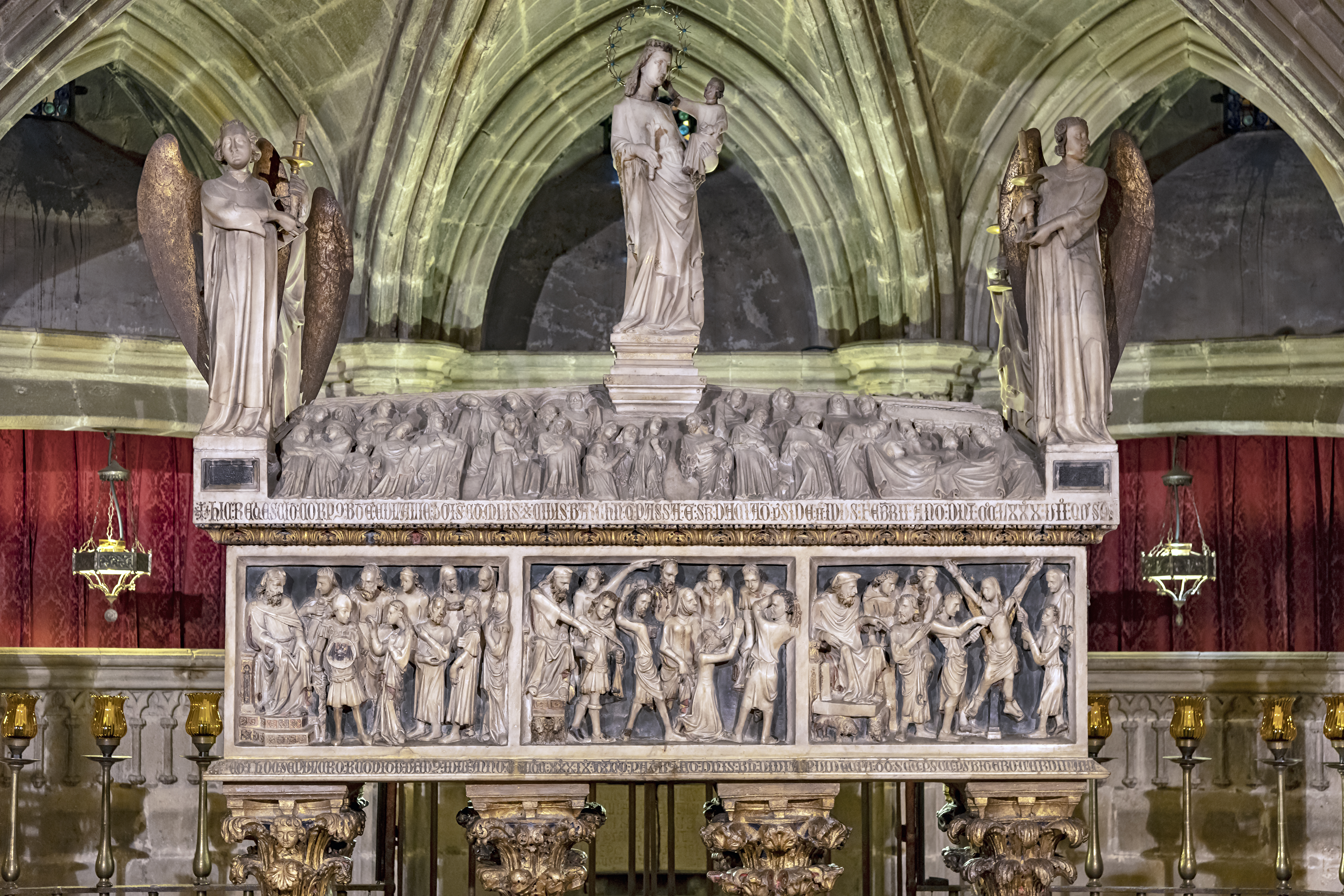
Cripta de Santa Eulália

A cripta está situada abaixo do presbitério e sua construção deve-se da Jaume Fabré, em princípios do século XIV.
A entrada faz-se por uma ampla escada debaixo de um arco quase plano, ornado ao centro com o retrato de um bispo, parece ser de Ponç de Gualba, sob cujo pontificado se construiu, e a seus lados grupos de pequenas cabeças de personagens da época. Nos muros laterais da escada encontram-se dois arcos com esculturas de cabeças humanas, que eram a entrada de duas capelas entaipadas no ano 1779 por umas obras de remodelação para adiantar a escadaria para o altar maior.
A abóbada aplanada está dividida em doze arcos que vão todos a convergir a uma grande chave de abóbada central, que representa, a Mãe de Deus com o Menino Jesús que dá o diadema do martírio a Santa Eulália. Foi acabada no ano 1326, ainda que o translado dos restos da santa, se não fez até ao ano de 1339.
O novo sarcófago de alabastro, foi feito pelo escultor de Calca, Lupo dei Francesco e encontra-se exposto depois da mesa do altar, no centro da cripta, sustentado por oito colunas de estilos diferentes com capitéis coríntios dourados. Na tampa e nos seus lados estão esculpidas cenas do martírio de Santa Eulália, nos quatro ângulos superiores há anjos-luz e no centro uma Virgem com o Menino. Guarda-se na parede do fundo o seu antigo sepulcro do século IX, junto com a inscrição do ano 877 do achado das relíquias em Santa Maria do Mar, dita então Santa Maria das Areias. A transcrição das placas diz assim: Citação: Aqui repousa Santa Eulàlia mártir de Cristo, que sofreu na cidade de Barcelona, sob a presidência de Daciano, no dia segundo dos idos de fevereiro e foi encontrada pelo bispo Frodoí com seu clero, na igreja de Santa Maria o (…) das calendas de novembro. A Deus obrigado
A presença de uma cripta não é habitual nas catedrais góticas, mas pensa-se que em Barcelona se fez para poder manter a organização da catedral românica, que tinha no mesmo lugar a cripta com o sepulcro de santa Eulália.

### Antiga Sala Capitular

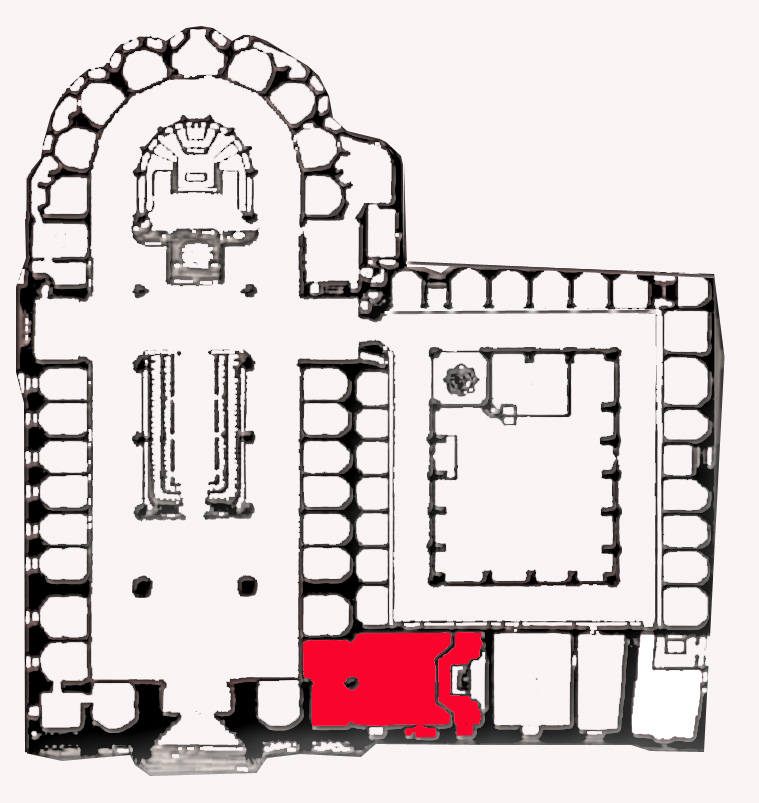
Situação da antiga sala capitular

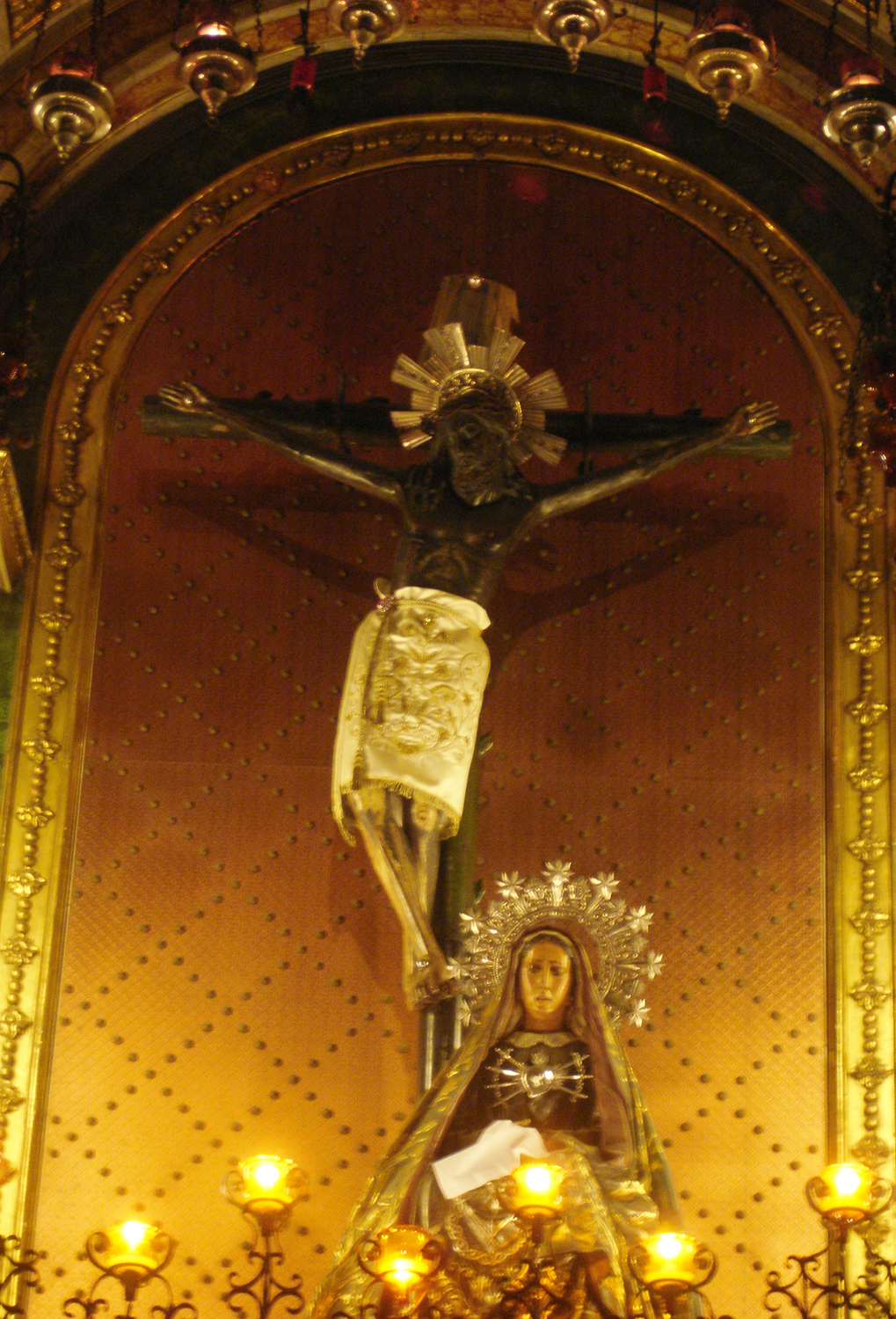
Cristo de Lepanto na Catedral de Barcelona

Conhecida por capela de Santo Olegário e do Santíssimo Sacramento, bem como também do Santo Cristo de Lepanto, uma das imagens com mais devoção da catedral. A sala capitular foi construída por Arnau Bargués no ano 1407 com uma magnífica resolução arquitectónica de planta rectangular coberta com uma grande abóbada de cruzaria estrelada. A chave da abóbada central da capela, representa o Pentecostes e foi realizada por Joan Claperós ao 1454.
Ao ser canonizado o bispo de Barcelona Santo Olegário, em 1676, decidiu-se destiná-la a seu mausoléu. Sobre o sacrário está colocado o sepulcro barroco com uma urna de vidro que permite ver desde a entrada o corpo incorrupto do santo, obra dos escultores Francesc Grau e Domènec Rovira; sobre esta obra pôs-se a estátua relativa ao bispo Olegário que já tinha sido executada pelo escultor Pere Sanglada em 1406.
Sobre esta tumba encontra-se o Santo Cristo de Lepanto datado do século XVI, que até 1932 se tinha venerado na capela central da girola; aos pés do crucifixo há uma imagem de uma Piedade, reprodução de uma escultura de Ramon Amadeu e Grau. O Cristo de Lepanto, foi a cruz da galera de D. João de Áustria, a nau almirante que lutou na batalha de Lepanto em 1571. O Cristo crucificado está desviado para a direita; a lenda diz que a figura se apartou para este lado para esquivar uma canhonada. Segundo a crença, isto foi um signo do deus dos cristãos que pressagiava a derrota otomana, finalmente acontecida.
Em ambos lados do altar há a entrada ao cambril, ornado com mármores, portas cortadas e o tecto encaixoado de madeira com uns painéis com pinturas, no centro desta sala veneram-se os restos de S. Rufo de Avinhão, morto no ano 1137.

### Capelas interiores
Pela presença do gótico meridional, os contrafortes tinham projecção interior, o que permitia a criação de capelas duplas com grande profundidade entre elas, com abóbadas de cruzaria e coroadas com chaves de abóbadas.
Por documentações, sabe-se que a princípios do século XV, já estavam quase todas providas de retábulo. Como se costumava passar em quase todas as grandes catedrais, ao longo dos anos sofriam alterações tanto na substituição, por correntes de novas artes do momento, dos retábulos góticos por barrocos, como na substituição dos oragos, por mudança dos benfeitores.

#### Capelas do lado do Epístola

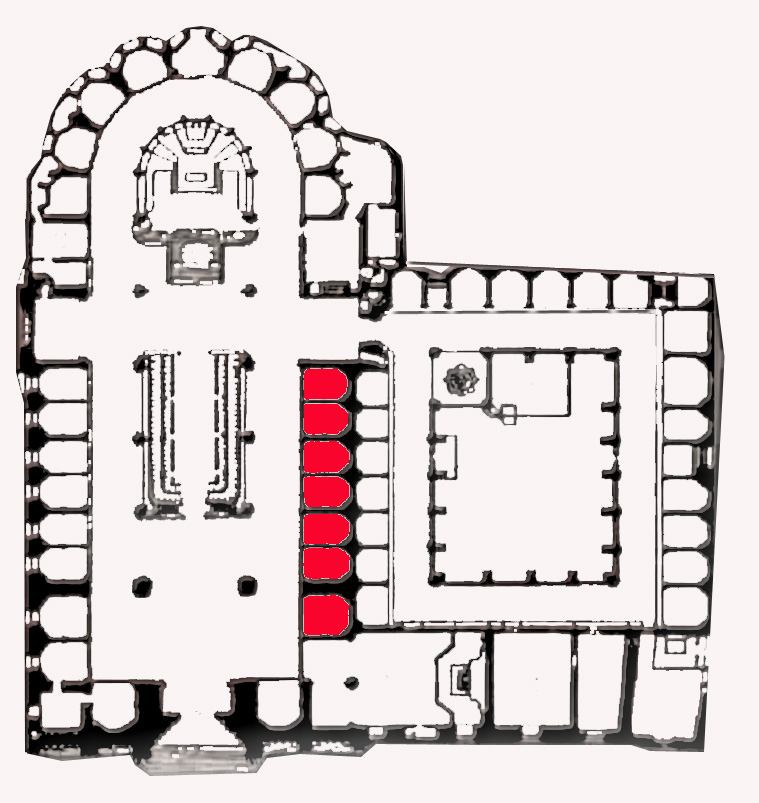
Capelas do lado da Epístola

Descrevemo-las ordenadas da porta principal para o altar:
- Capela dos Santos Cosme e Damião. Junto à antiga sala capitular, encontra-se esta capela, ao princípio dedicada às Santas Clara e Catarina, finalizada sobre o ano 1436 pelo maestro de obras Bartomeu Vau, foi encomendada por Sancha Ximenes de Cabrera para realizar seu sepulcro, a realização foi confiada a Pere Oller, um escultor que também trabalhou no coro central da catedral. A tumba está colocada dentro de um arcosoli com dois pequenos cães esculpidos aos pés da figura jacente, na parte frontal estão representadas as figuras de pranteantes  masculinos em dois grupos, rodeando uma figura feminina com um livro na mão e com outras mulheres em oração. Sobre o sepulcro, pintada sobre o muro, encontra-se uma representação de l'elevatio animae (ou seja, a ascensão da alma da defunta ao Julgamento Final) do pintor Lluís Dalmau.
- Capela de S. José Oriol. Seu altar é de estilo modernista e, diante dele, encontra-se o mausoléu, realizado pelo escultor Josep Limón, do cardeal Salvador Casañas e Labrador (†1908), principal promotor da canonização do barcelonês Josep Oriol.
- Capela de S. Pancrácio e S. Roque. Possui um notável retábulo barroco policromo do século XVIII.

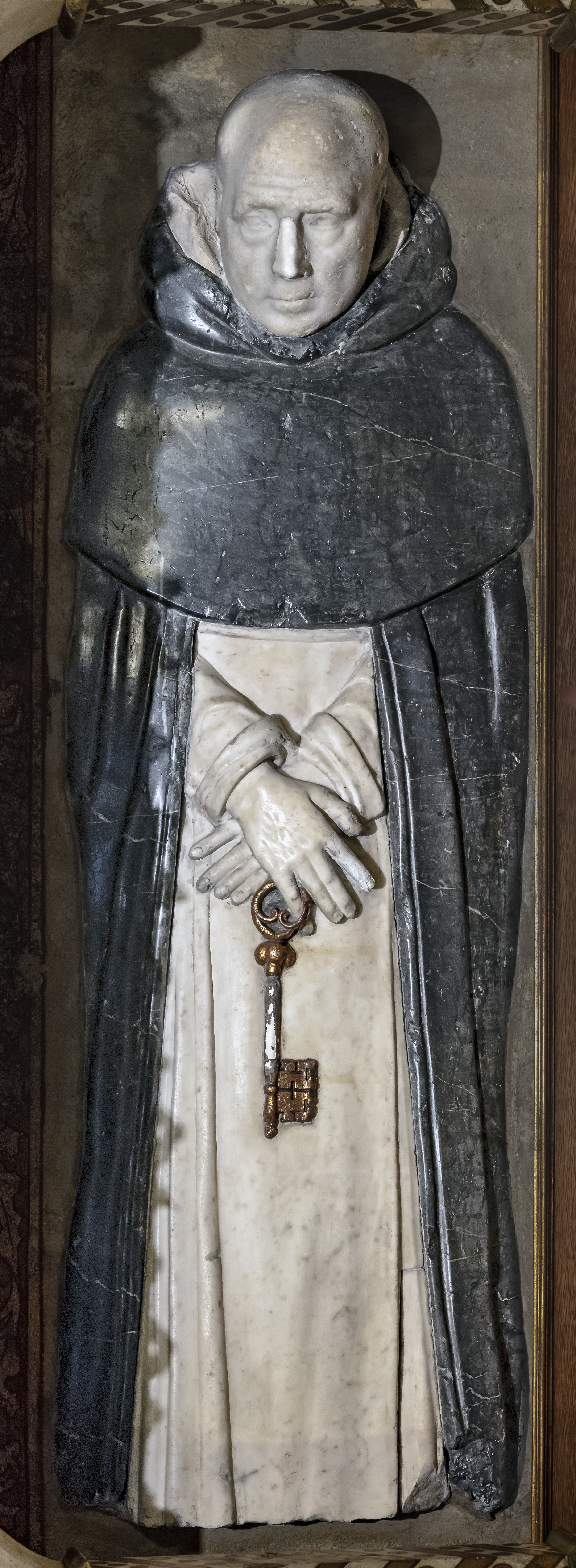
Túmulo de S. Raimundo de de Penhaforte na Catedral de Barcelona

- Capela de S. Raimundo de Penhaforte. Debaixo da arca tumular desta capela encontra-se a escultura jacente de S. Raimundo de Penhaforte com o sarcófago datado do século XIV, proveniente do antigo convento de Santa Caterina da ordem dominicana.
- Capela de S. Paulo. O retábulo desta capela atribui-se a Domènec Talarn, realizado no ano 1902.
- Capela de Nossa Senhora do Pilar. Retábulo barroco do século XVII. O mausoléu do arcebispo Gregorio Modrego Casaus (†1972), é do escultor Frederic Marinho e Deulovol do ano 1972.
- Capela de S. Paciano e S. Francisco Xavier. O retábulo de Santo Paciano é barroco do ano 1688 realizado por Joan Roig (pare). Na cena que representa a Última Ceia, o artista incorporou a imagem de Santo Inácio entre os apóstolos. No retábulo de S. Francisco Xavier, há cenas da vida do santo e medalhões com a vida de Jesus. Também se encontra uma imagem jacente de S. Francisco Xavier realizada em 1687 por Andreu Sala. No solo, está a sepultura do bispo Joan Dimas Loris (†1598).

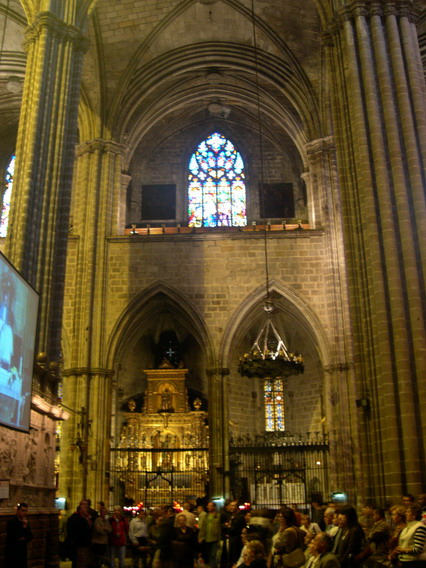
Capela de S. José Oriol (esquerda) e capela de S. Pancrácio e S. Roque (direita).
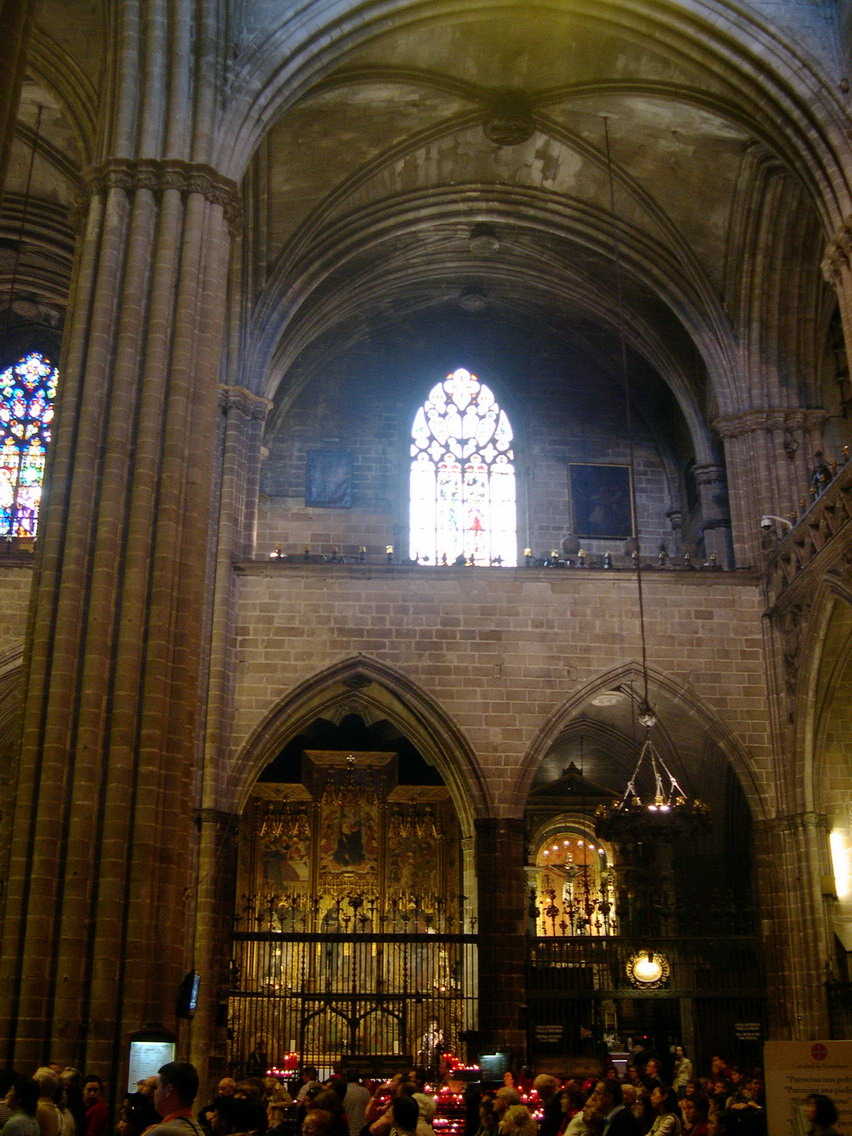
Capela dos Santos Cosme e Damião (esquerda) e antiga sala capitular (direita), com o Cristo de Lepanto ao fundo.

#### Capelas da fachada do templo

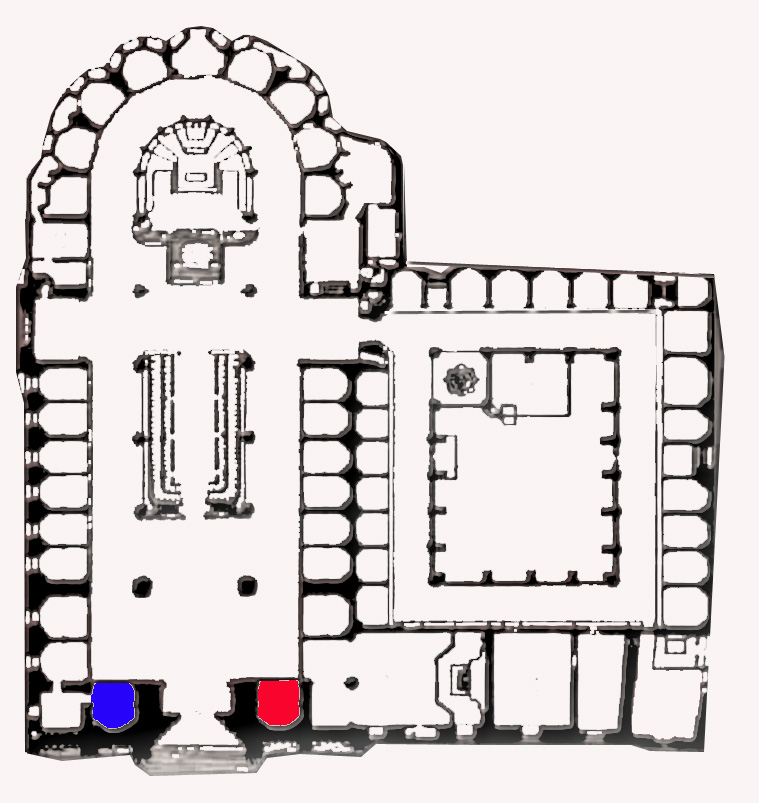
Capela do baptistério (em azul) e capela da Imaculada Conceição (em vermelho)

Em muitas grandes igrejas de três ou mais naves, a cada nave corresponde uma porta na fachada principal. Não é este o caso da Catedral de Barcelona, já que como em outros igrejas do gótico catalão se preferiu aproveitar o lado interior da fachada principal para situar mais capelas, uma à cada lado da porta:
- Capela do Baptistério. A pia baptismal está realizada em mármore branco de Carrara, esculpida pelo artista florentino Onofre Julià no ano 1433. Nesta capela encontra-se o vitral Noli me tangere, que representa Magdalena com Jesus Ressuscitado, realizado por de Gil de Fontanet segundo o desenho do artista cordovês Bartolomé Bermejo, é de finais do século XV.
- Capela da Imaculada Conceição. Sua imagem é recente e tem a suas mãos as chaves da cidade oferecidas pela prefeitura como ex-voto pela peste do ano 1651 que dizimou o município. Na parede esquerda da capela encontra-se o mausoléu do ano 1899 do bispo de Barcelona, Francesc Climent Sapera († 1430).

#### Capelas do lado do Evangelho

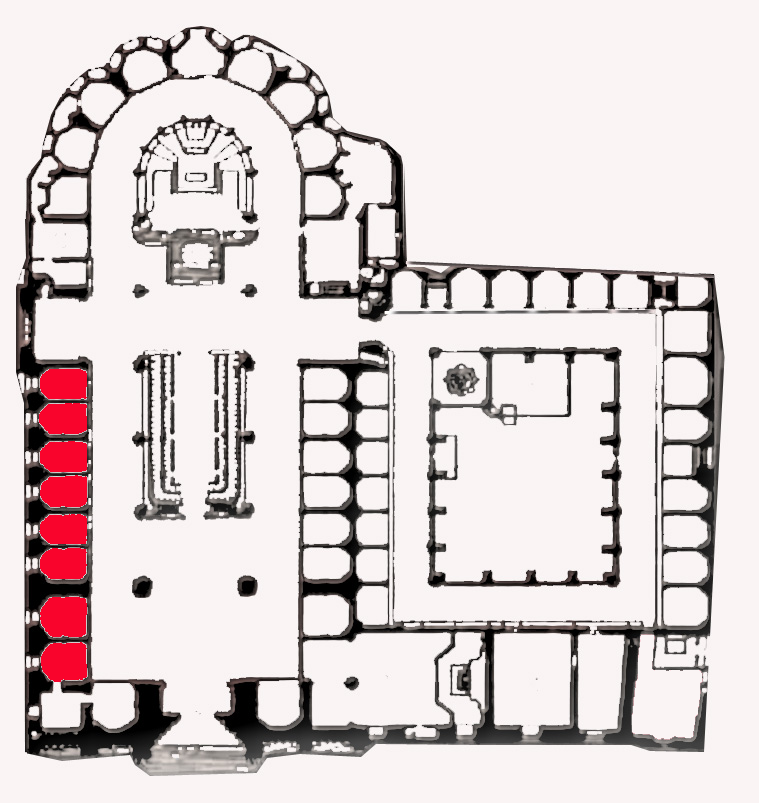
Capelas do lado do Evangelho

Descreve-se a ordem, da porta principal para o altar:
- Capela de S. Severo. É a primeira que se encontra desde a porta principal (entrando a mão esquerda). O retábulo barroco é obra do escultor Francesc Santacruz e Artigas do ano 1693.
- Capela de S. Marcos. Seu retábulo primitivo gótico foi encomendado pela confraria dos sapateiros e realizou-se no ano 1346 por Arnau Bassa. Este retábulo foi substituído por outro barroco e transladado para a Colegiada Basílica de Santa Maria de Manresa, onde se conserva à actualidade. O retábulo barroco é do artista Bernat Vilar do ano 1692. Nos dois lados da capela há pinturas de Francesc Tramulles Roig do século XVIII.
- Capela de S. Bernardino. A seu retábulo do ano 1705 podem-se ver as imagens de S. Bernardino, S. Miguel e Santo António de Padua. Anteriormente tinha tido um retábulo de Jaume Huguet, que agora se conserva ao Museu da Catedral.
- Capela da Virgem do Rosário. Pode-se ver um retábulo do ano 1619 do autor de Terraza, Agustí Pujol está feto com base em relevos escultóricos dedicados à vida de Jesus e Maria.
- Capela de S. Bartomeu e Santa Isabel de Hungria. Do pintor Guerau Janeiro, que foi aprendendo à oficina de Lluís Borrassà, o retábulo desta capela é do ano 1401.
- Capela de S. Sebastião e Santa Tecla. Tem um retábulo dos anos 1486/1498, realizado por Rafael Vergós e Pedro Alemão do círculo de Jaume Huguet.
- Capela de Nossa Senhora da Alegria.  Possui um retábulo do escultor Camps e Arnav do ano 1945.
- Capela da Mãe de Deus de Montserrat. Possui uma obra pictórica do ano 1940.

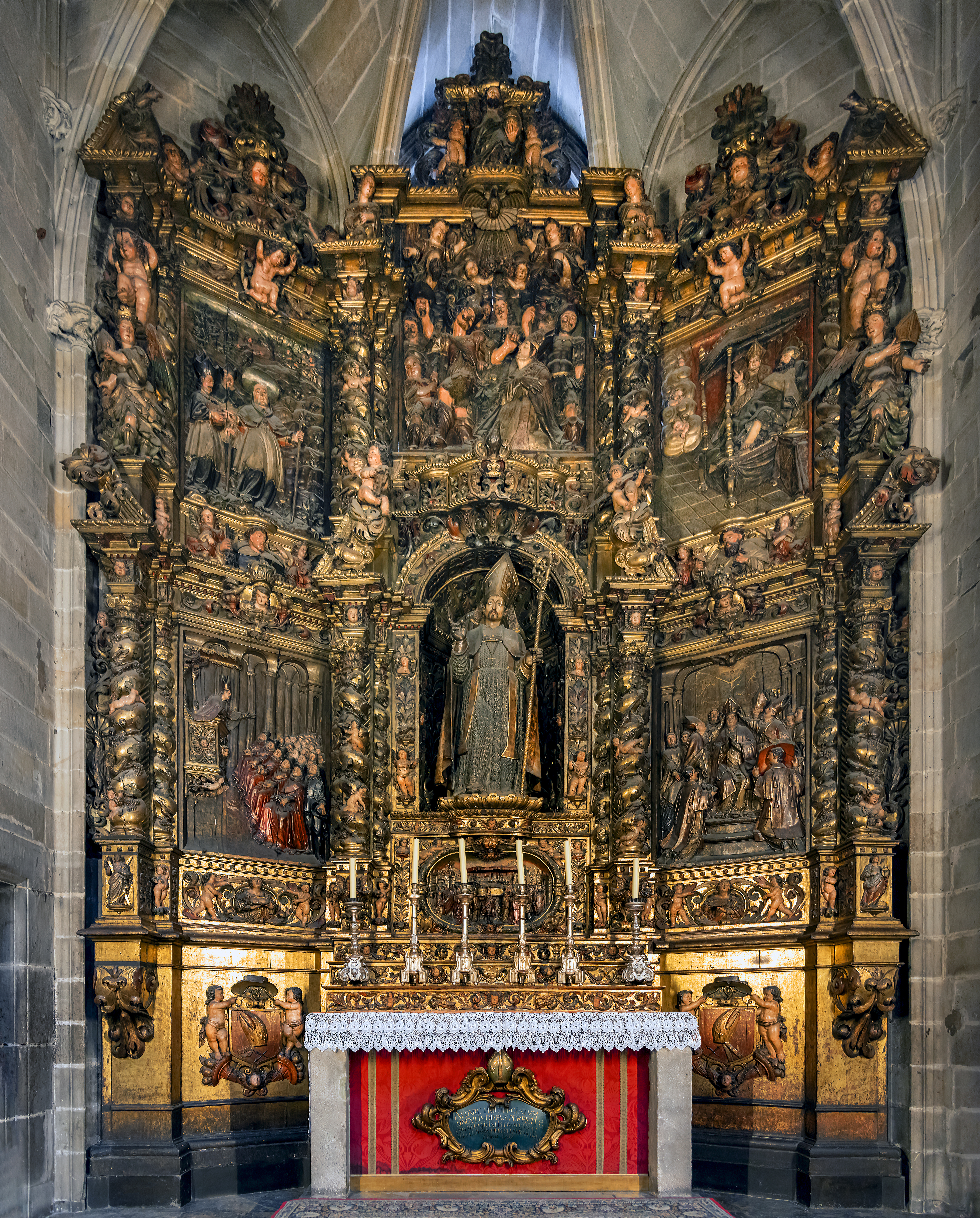
Retábulo de Santo Severo.
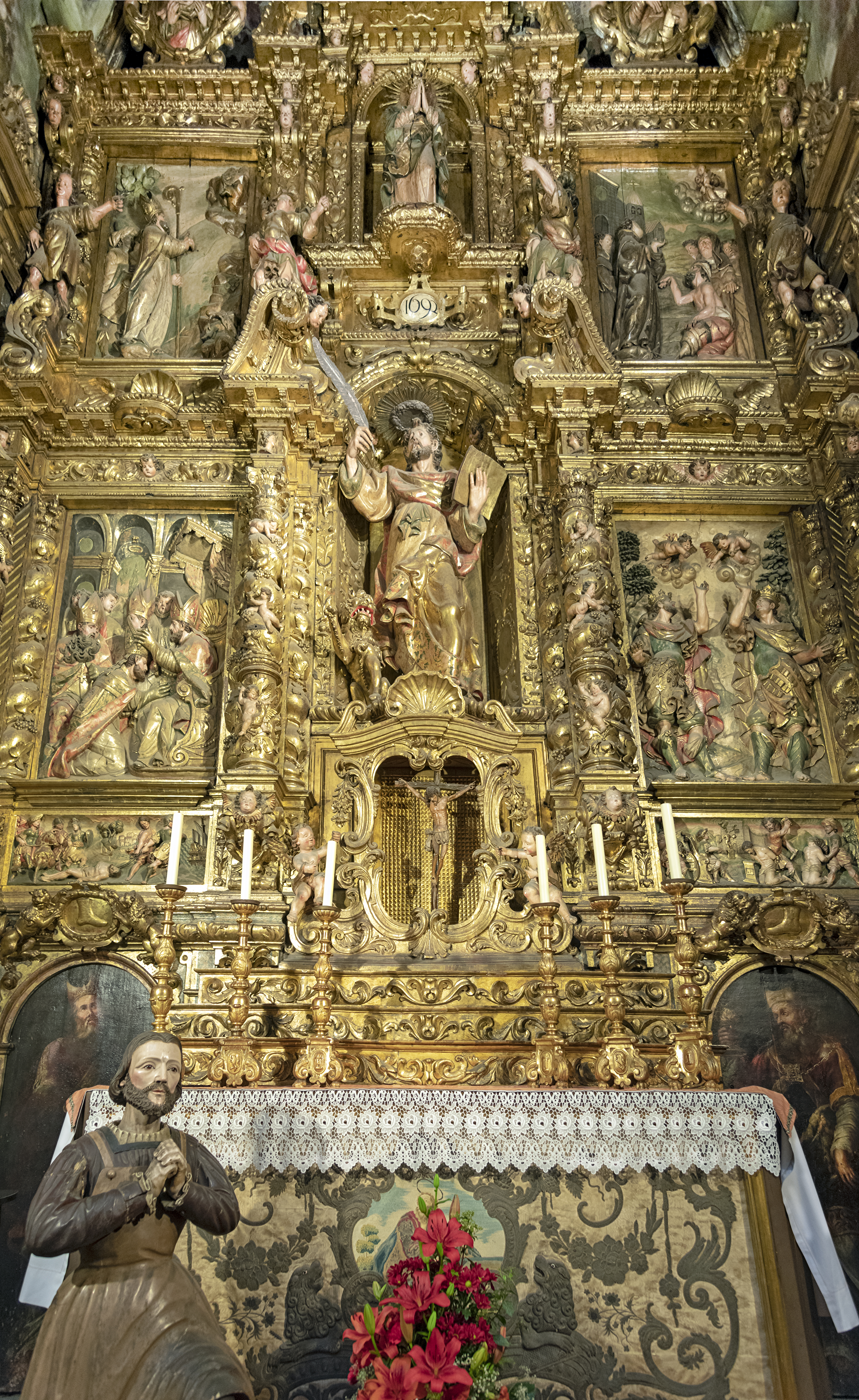
Retábulo barroco de Santo Marc.
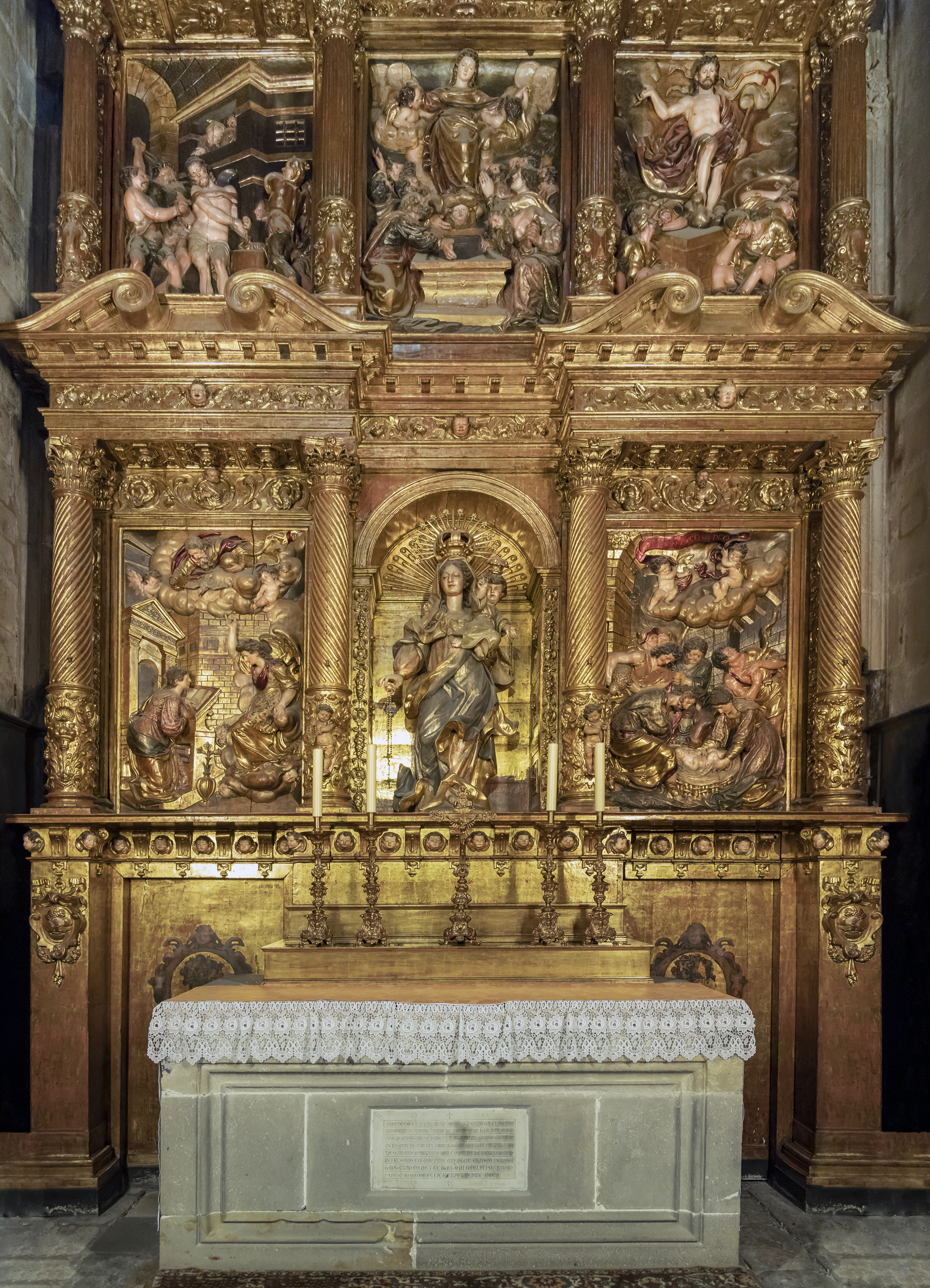
Retábulo da Mãe de Deus de Roser.
Retábulo gótico de San Sebastián e Santa Tecla.

#### Capelas do deambulatório

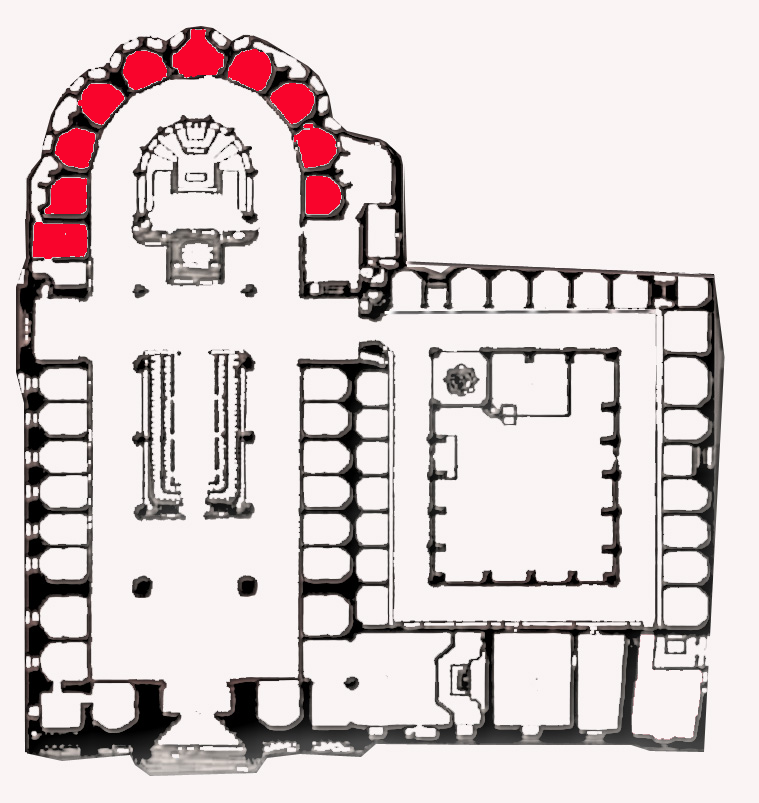
Capelas do deambulatório

Descrevemo-as ordenadas em sentido horário:
- Capela dos Santos Inocentes Encontra-se situada logo depois da porta de Santo Ivo; no seu altar guarda-se uma arqueta de prata do século XVI com as reliquias que o doge de Veneza deu a João, o Grande com a condição que se conservassem à catedral de Barcelona. No muro há um arcosoli que contém um sarcófago do bispo Ramon de Escadas (1386-1398), obra do escultor Antoni Canet do ano 1409, extraordinária escultura gótica, tanto na magnífica estátua jacente do bispo como nos dois pranteantes debaixo das arcaturas góticas da parte frontal do sepulcro.
- Capela do Sagrado Coração de Jesús Encontra-se uma imagem do escultor Vicenç Vilarrubias realizada no ano 1940.
- Capela da Graça Compartilha esta capela a advocação com S. Pedro Nolasco. Tem um altar barroco do escultor Joan Roig (pai) do ano 1688. As imagens principais são a adoração do rei Jaime I à Virgem da Graça. Nesta mesma capela realizou o pintor Pasqual Bailon Savall no ano 1688 quatro telas: O Primado de Pedro, O papa S. Silvestre administrando o baptismo a Constantino, A visão de S. Pedro Nolasco e A pregação de S. Raimundo de Penhaforte na Catedral de Barcelona ante Jaime I.[17]
- Capela de Santa Clara e Santa Catarina O retábulo, do ano 1456, pago por Sancha Ximenes de Cabrera (que queria ser sepultada nesta capela, apesar de afinal ter sido sepultada na capela dos Santos Cosme e Damião) foi realizado por Miquel Nadal e Pere Garcia de Benavarri. Nos seus muros laterais podem-se ver de Francesc Tramulles Roig, pinturas sobre a vida de Santo Estevão, antiga advocação da capela.
- Capela de S. Pedro Tem pinturas aos muros laterais com cenas da vida de S. Pedro e o retábulo está dedicado a S. Martinho de Tours e a Santo Ambrósio; foi realizado por Joan Matas no ano 1415, com marcado carácter franco-flamenco.
- Capela de Santa Helena Nesta capela esteve até o ano 1932 o Santo Cristo de Lepanto. O retábulo que lá está na actualidade, antigamente colocado no claustro, está dedicado a S. Gabriel e foi feito entre os anos 1381 e 1390 por autor desconhecido.
- Capela de S. João Baptista Também este retábulo dedicado a S. João é anónimo do ano 1577. Tem uma imagem de S. José do século XVIII.
- Capela da Transfiguração Dita também de S. Bento. O retábulo feito por Bernat Martorell, é uma das obras mais importantes da catedral, foi realizado nos anos 1445/1452, por encomenda do bispo Simó Salvador (†1445). No muro esquerdo há um arcosoli com o mausoléu do bispo Ponç de Gualba com um calvário que o coroa do artista Jaume Cascalls.
- Capela da Visitação Foi o cónego Nadal Garcés quem encomendou o retábulo nos anos 1466/1475 a autor desconhecido. A sua esquerda, está o mausoléu do bispo Berenguer de Palou, que possivelmente formava parto da antiga catedral románica.
- Capela de Santo Antão Abade Pertencia esta capela à confraria dos carroceiros e o retábulo barroco do santo realizou-se no ano 1712. Depois desta capela, encontra-se a sacristia.

### Sacristia e tesouro
A sacristia consta de três salas. Na primeira sala, junto ao muro de entrada há elementos de crestaria de pedra coroados por uma cruz. Noutro muro, estão os sepulcros dos condes de Barcelona, Raimundo Berenguer I e sua esposa Almodis sitos  junto à parede sobre um fundo de pinturas do ano 1545 executadas pelo pintor português Henrique Fernandes. Em 1408 ampliou-se com a saleta do tesouro e no ano 1502 com a outra sala, onde se paramentam os sacerdotes.
Entre as peças para o culto que guarda, destaca-se a custódia processional, realizada em prata e ouro com aplicações de pedraria, é de arquitectura gótica com alguns elementos renascentistas. Trata-se de uma obra de finais do século XIV. O ostensório, em cristal de rocha, representa uma catedral gótica. Descansa sobre uma cadeira dada pelo rei Martinho, o Humano (1396-1410), segundo consta nos livros de inventario da sacristia. A cadeira é de madeira coberta de prata dourada de estilo gótico flamenco; é portátil e desmontável.
Peças importantes são também a cruz processional de Francesc Vilardell do ano 1383, de prata dourada com as imagens do Crucifixo e de Santa Eulália, ornada com esmaltes dos quatro evangelistas nos braços da cruz, e é de ressaltar a cruz do rei Martinho do ano 1398 com seu Lignum Crucis.
E como digno de nota, aqui igualmente se conserva a espada de Pedro de Coimbra, Condestável de Portugal, (pretendente à coroa de Aragão e ao principado da Catalunha por ser filho de Isabel de Urgel) que é considerada uma das mais belas do mundo.

## Claustro

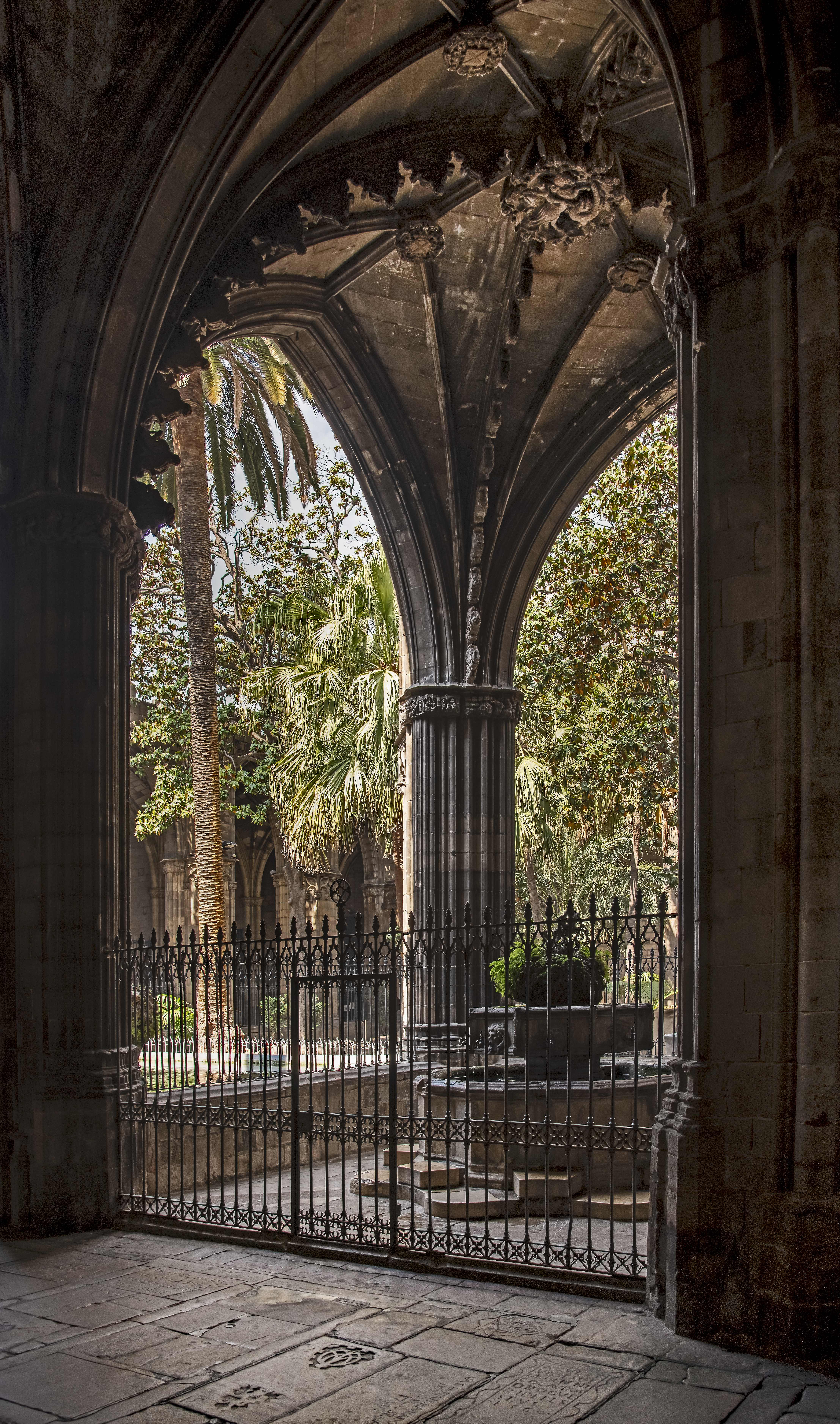
Claustro da Catedral de Barcelona

Foi no  tempo do bispo Frodoí ao século IX, que se instituiu o capítulo de cónegos, o qual pressupõe a existência de um claustro. O actual claustro gótico está situado no mesmo lado que ocupava o primitivo românico, mais pequeno.
Sua construção data dos séculos XIV e XV e participaram grandes arquitectos como Andreu Escudero e escultores como os Claperós, pai e filho. Ao claustro acede-se pelas portas exteriores da Piedade e de Santa Eulália além da do interior da catedral sita no cruzeiro realizada em mármore branco com arquivoltas de finas colunas e um tímpano claramente gótico.

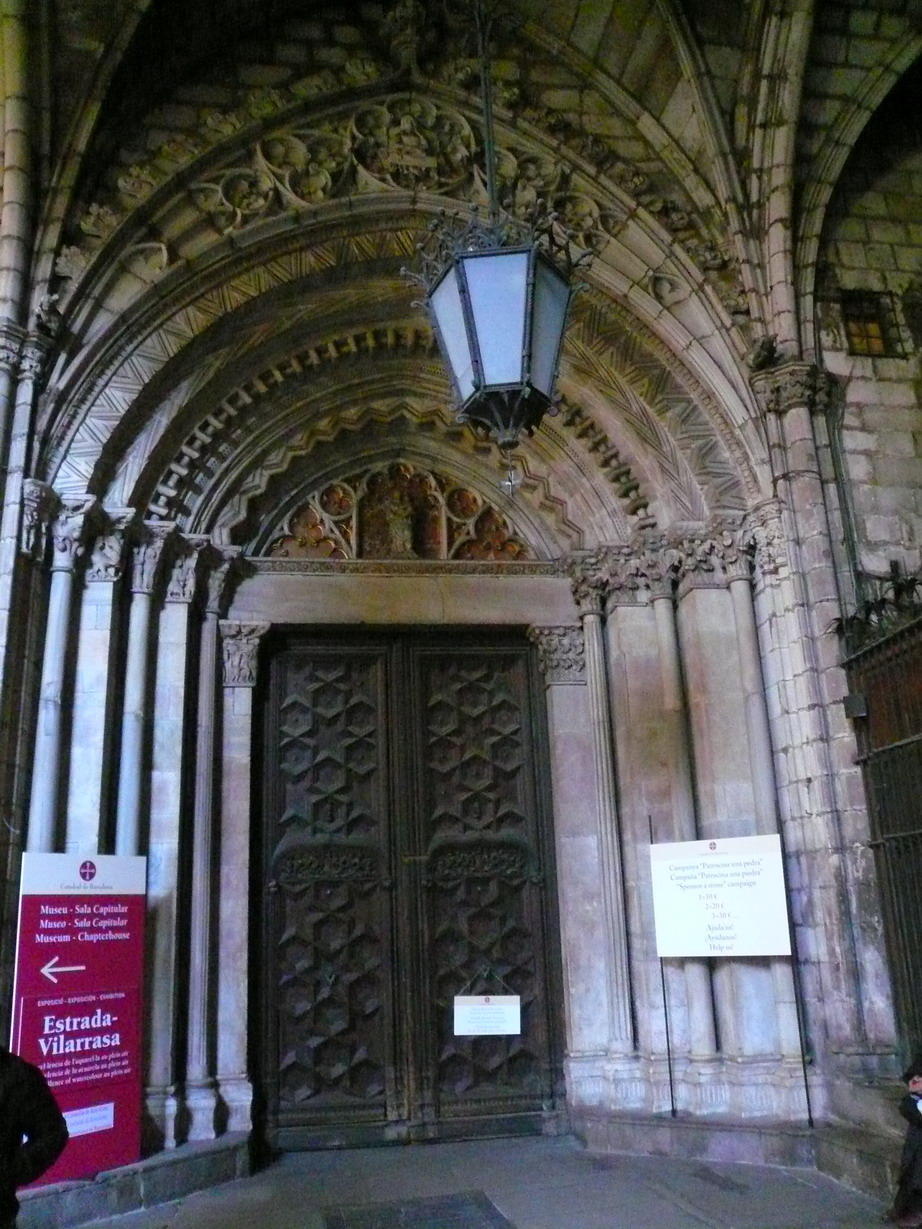
A porta do claustro

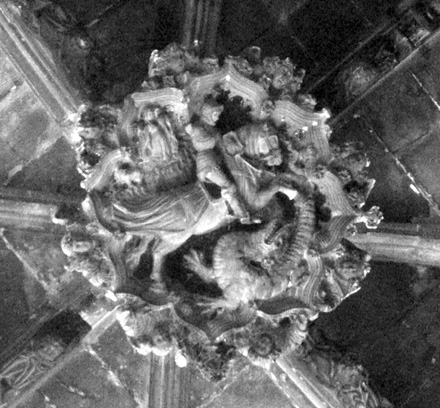
A chave de abóbada da edícula do fonte com São Jorge e o dragão, dos escultores Antoni e Joan Claperós

Esta porta que comunica a catedral com o claustro está no extremo do cruzeiro, oposta á porta de Santo Ivo. É de mármore italiano alvo e de feitura românica, apesar de ser ligeiramente ogival, e actualmente acha-se que é uma das portas laterais da catedral românica, que se encontrava no mesmo lugar, apesar de durante todo o século XX diferentes autores terem defendido que era a porta principal (transladada e reduzida, para converter o arco semicircular em ogival)  ou que era uma obra importada de uma oficina italiana. Tem arqui-voltas decoradas com motivos geométricos, e sobre os capitéis, as impostas e os ábacos, tem esculpidos temas do Antigo e o Novo Testamento e da luta do homem com as feras. Em cima acrescentou-se uma cimeira gótica posterior que ajuda a integrar a porta ao conjunto da catedral.
No ângulo mais próximo à porta da Piedade pode-se ver  uma edícula do mestre de obras Escudero, no centro da qual se encontra uma chave de abóbada com a cena de S. Jorge lutando com o Dragão dos escultores Antoni e Joan Claperós do ano 1448 e também uma escultura de S. Jorge a cavalo acima da arca-de-água da fonte, esta é do escultor contemporâneo Emili Colom, realizada no ano 1970.
O ovo como dança é uma tradição do dia de Corpus Christi, que consiste fazer dançar um ovo vazio sobre o repuxo  da fonte do claustro, que se guarnece de flores, embora seja uma tradição que actualmente se realiza em outras fontes da cidade velha
Nos relevos dos pilares dos arcos do claustro podem-se ver cenas do Antigo Testamento e nas chaves de abóbada, do Novo Testamento. Nos relevos esculpidos em faixa á maneira de capitel que rodeiam as colunas dos arcos ogivais podemos ver a lenda da Árvore da Santa Cruz.
Em três de suas galerias encontram-se capelas, que ao princípio estavam sob a advocação do patrono de alguma instituição ou grémio, ou então eram panteão de alguma familia. Todas as capelas são cobertas com abóbadas de cruzaria (a maioria quatripartidas) com chaves de abóbada no ponto de união dos nervos.
Duas das capelas, têm sepulcros modernistas: as da familia Sanllehy, realizada pelo artista Josep Limón e Bruguera e a da família Girona, representando as três virtudes teologals (a Fé, a Esperança e a Caridade) do escultor Manel Fuxà e Leal, o crucifixo é obra do escultor Eduard Alentorn do ano 1910.
No centro do claustro há um jardim renovado em 1877 com magnólias e palmeiras reais; até então, tinha sido plantado com laranjeiras, (também tinham tido pátios de laranjeiras a Casa da Cidade, o Palco e o Palácio da Generalidade, mas só se conservam as deste último). As laranjeiras, junto com limoeiros e ciprestes já existiam em 1494, segundo a descrição que fez Jerónimo Münzer, viajante alemão, e, para as recordar, em 1974 voltou-se a plantar uma laranjeira.
No lago do claustro há treze gansos brancos, número que a tradição relaciona com a idade de Santa Eulália e com o número de tormentos que padeceu.

## Nova Sala Capitular e Museu da Catedral

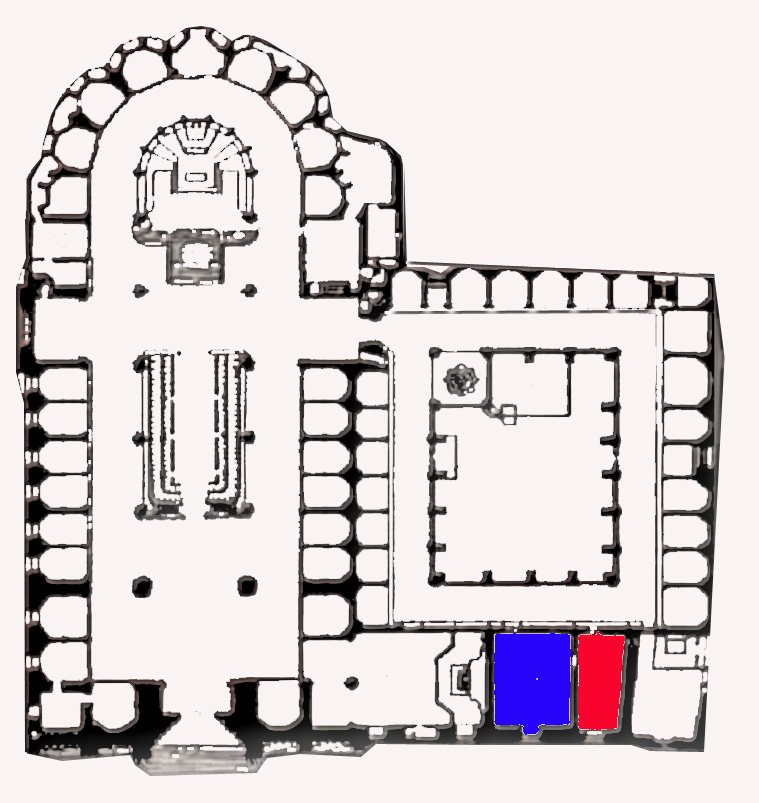
Situação do Museu da Catedral (em azul) e da Nova Sala Capitular (em vermelho)

Ambas estão situadas com entrada pela galeria norte do claustro (a única que não tem capelas) junto à capela de Santa Luzia. Constam de duas dependências, a da distribuição (antiga sopa dos pobres) e a nova sala capitular, do século XVII, ambas com planta rectangular e cobertas com abóbadas de canhão com óculos frontais. As abóbadas estão totalmente decoradas com pinturas; nos painel centrais representa-se a Glorificação de Santa Eulália e Santo Olegário, os laterais são pintados com figuras alegóricas, com textos das Sagradas Escrituras e com voos de anjinhos. São obras do pintor barcelonés Pau Delgado, pintadas de 1703 a 1705.
A colecção de obras não é muito extensa, mas é muito significativa. Do antigo templo románico, destaca-se a pia baptismal de forma trifoliada do século XI.
Na pintura, entre várias pintura góticas, destaca-se a obra de Bartolomé Bermejo, encomendada pelo cónego Lluís Desplà, A Piedade pintada no ano 1490. Do pintor Jaume Huguet, o retábulo de S.  Bernardino e do Anjo-da-Guarda dos anos 1465/1470.
Expõem-se também magníficos panos de altar bordados, representando cenas da vida de Jesus do século XV.
A imagem de terra cozida de Santa Eulália realizada por Antoni Claperós, é a que tinha sido colocada no tímpano da porta de Santa Eulália da Catedral, onde na actualidade há uma reprodução.
Outra peça importante, que se conserva ao Arquivo Diocesano da catedral, é o Missal de Santa Eulàlia, com miniaturas de Rafael Destorrents, filho do grande artista Ramon Destorrents.

## Obras de restauração

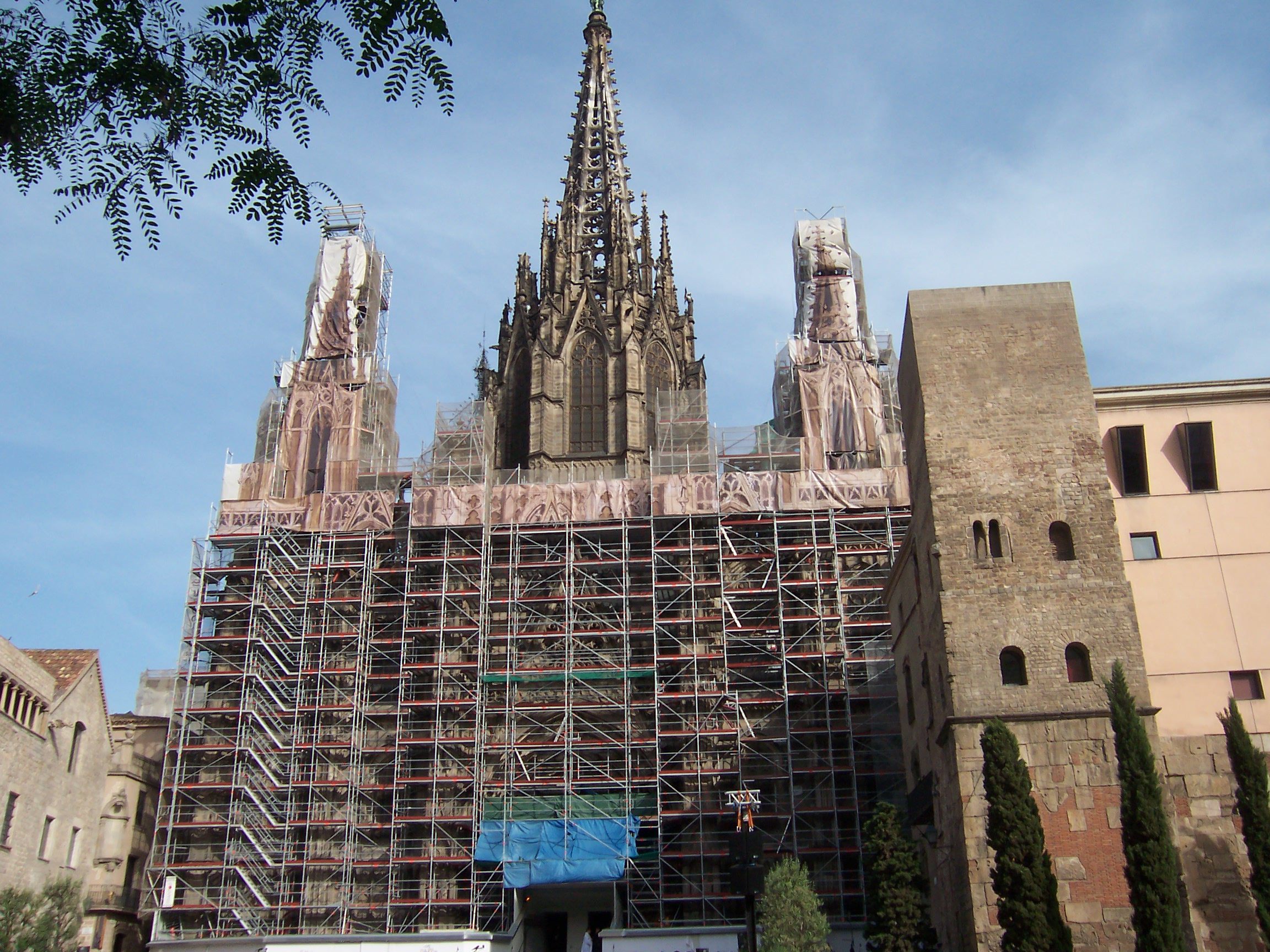
Andaimes na fachada em maio de 2005

A partir do ano 2005, começaram obras de reconstrução da fachada principal juntamente com as duas torres laterais e o zimbório.
Devido à dilatação ocasionada pela mudança de temperatura e pelas infiltrações de água dentro das pedras, que estão grampeadas por elementos de ferro já oxidados, havia o perigo de desprendimentos.
Os arquitectos encarregados da sua restauração são Josep Fuses e Comalada e Mercè Zazurca e Codolà, seu orçamento inicial foi de mais de quatro milhões de euros, o que junto com outros estudos posteriores de reforçamento do perímetro da catedral, ascende a uns sete milhões; terá de se desmontar uma terça parte da fachada e substituir as pedras destroçadas e os grampos de ferro por outros de aço inoxidável ou titânio, Em princípio, a pedra será como a original de Montjuic: apesar de a pedreira já ter sido fechada, existem reservas nos depósitos municipais e, se estas não forem suficientes,  pode-se ir buscar pedra similar a uma pedreira da Escócia.

## Túmulos
No templo estão sepultadas diversas rainhas de Aragão: Constança de Hohenstaufen (filha do Rei Manfredo da Sicília e esposa de Pedro II de Aragão, o qual por direito da esposa reivindicou a coroa da Sicília, a seguir às Vésperas Sicilianas), Sibila de Fortià, Marie de Lusignan (terceira mulher de Jaime II de Aragão) e Petronilha de Aragão (rainha-herdeira da Coroa de Aragão que se casou com o conde-príncipe da Catalunha Raimundo Berengário IV, foi mãe do Rei D. Afonso II de Aragão (o primeiro a unir Catalunha e Aragão sob o mesmo ceptro) e de D. Dulce de Aragão que foi Rainha de Portugal por seu matrimónio com El-Rei D. Sancho I, o Povoador (deste casamento nasceu El-Rei D. Afonso II, o Gafo, e as 3 Infantas Santas Teresa, Sancha e Mafalda).